# كنيسة المهد
كنيسة المهد هي الكنيسة التي ولد يسوع المسيح في موقعها، وهي تقع في بيت لحم جنوب الضفة الغربية على بعد أربعة كيلومترات من قصر مؤتمرات بيت لحم. بناها الإمبراطور قسطنطين عام 335.
تعتبر كنيسة المهد من أقدم كنائس فلسطين والعالم والأهم من هذا حقيقة أنَّ الطقوس الدينية تقام بانتظام حتّى الآن منذ مطلع القرن السادس الميلادي حين شيّد الإمبراطور الروماني يوستنيان الكنيسة بشكلها الحالي.
كانت كنيسة المهد هي الأولى بين الكنائس الثلاث التي بناها الإمبراطور قسطنطين في مطلع القرن الرابع الميلادي حين أصبحت المسيحية ديانة الدولة الرسمية وكان ذلك استجابة لطلب الأسقف ماكاريوس في المجمع المسكوني الأول في نيقيه عام 325 للميلاد.
دخلت كنيسة المهد سنة 2012 قائمة مواقع التراث العالمي، كنيسة المهد هي أول موقع فلسطيني يدرج ضمن لائحة التراث العالمي لمنظمة اليونيسكو.

## تاريخ

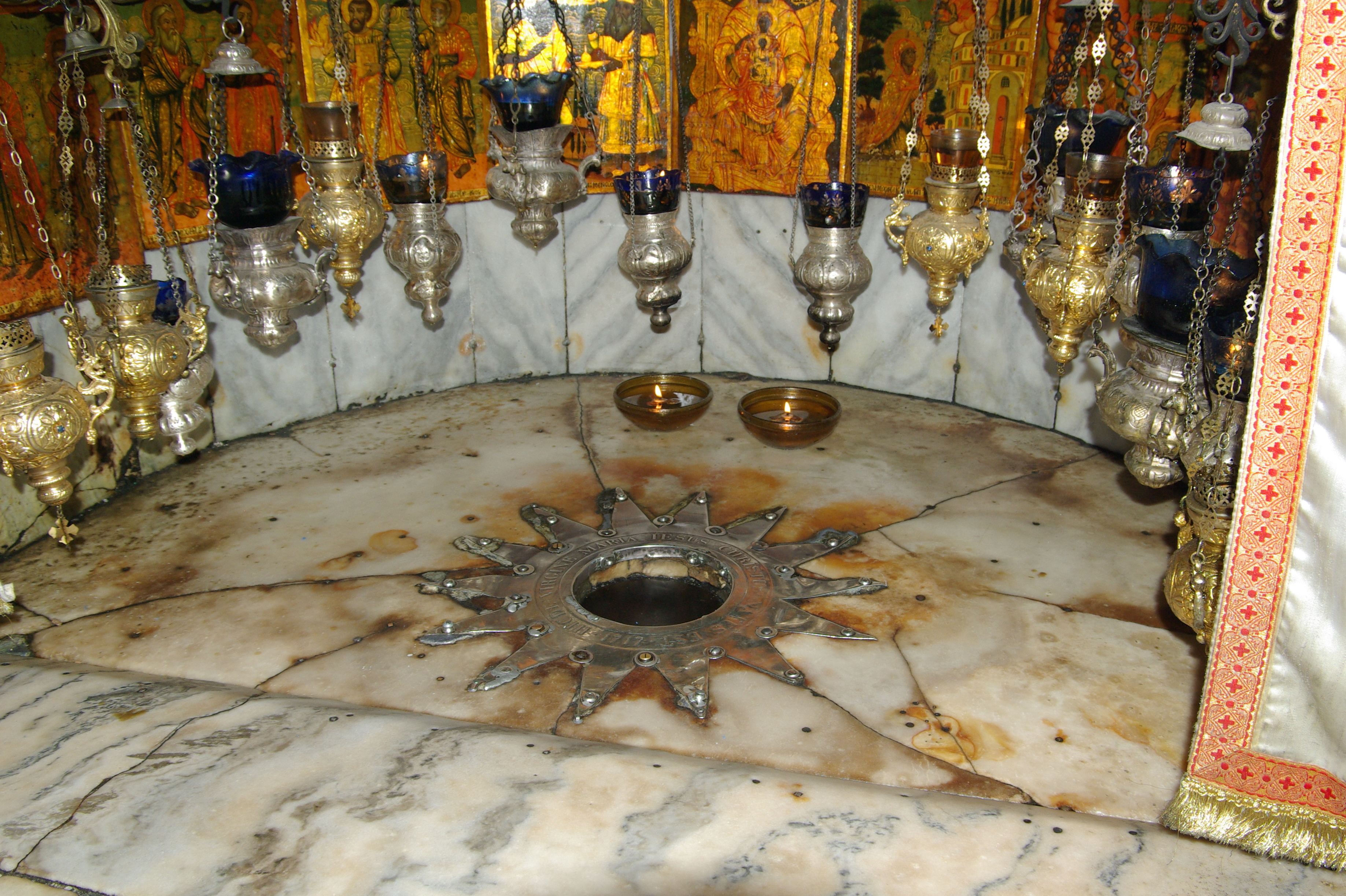
هذه النجمة الفضية، تحت المذبح في مغارة المهد، تمثل بقعة يعتقد أنها مسقط رأس المسيح.

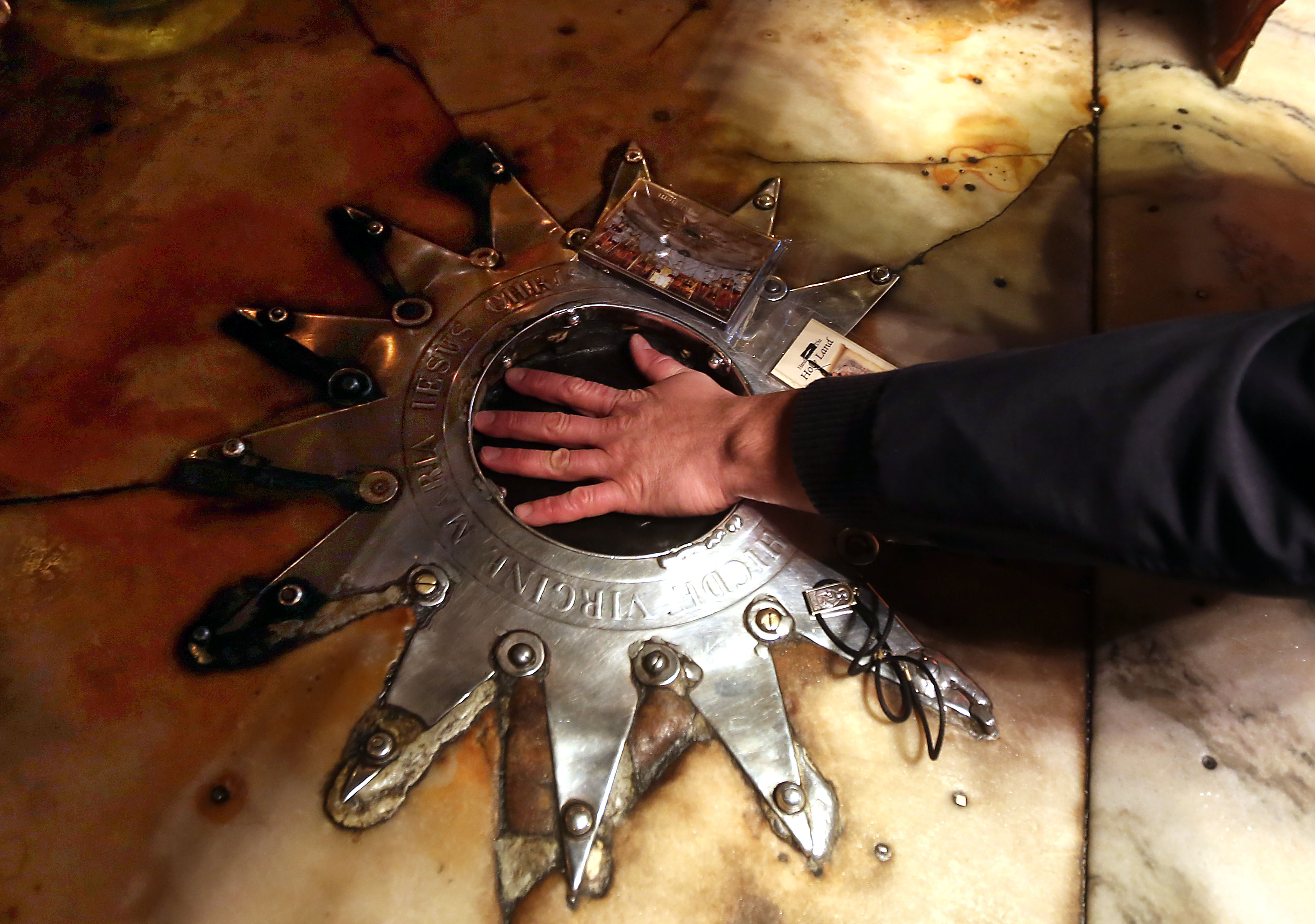
النجمة الفضية، في كنيسة المهد

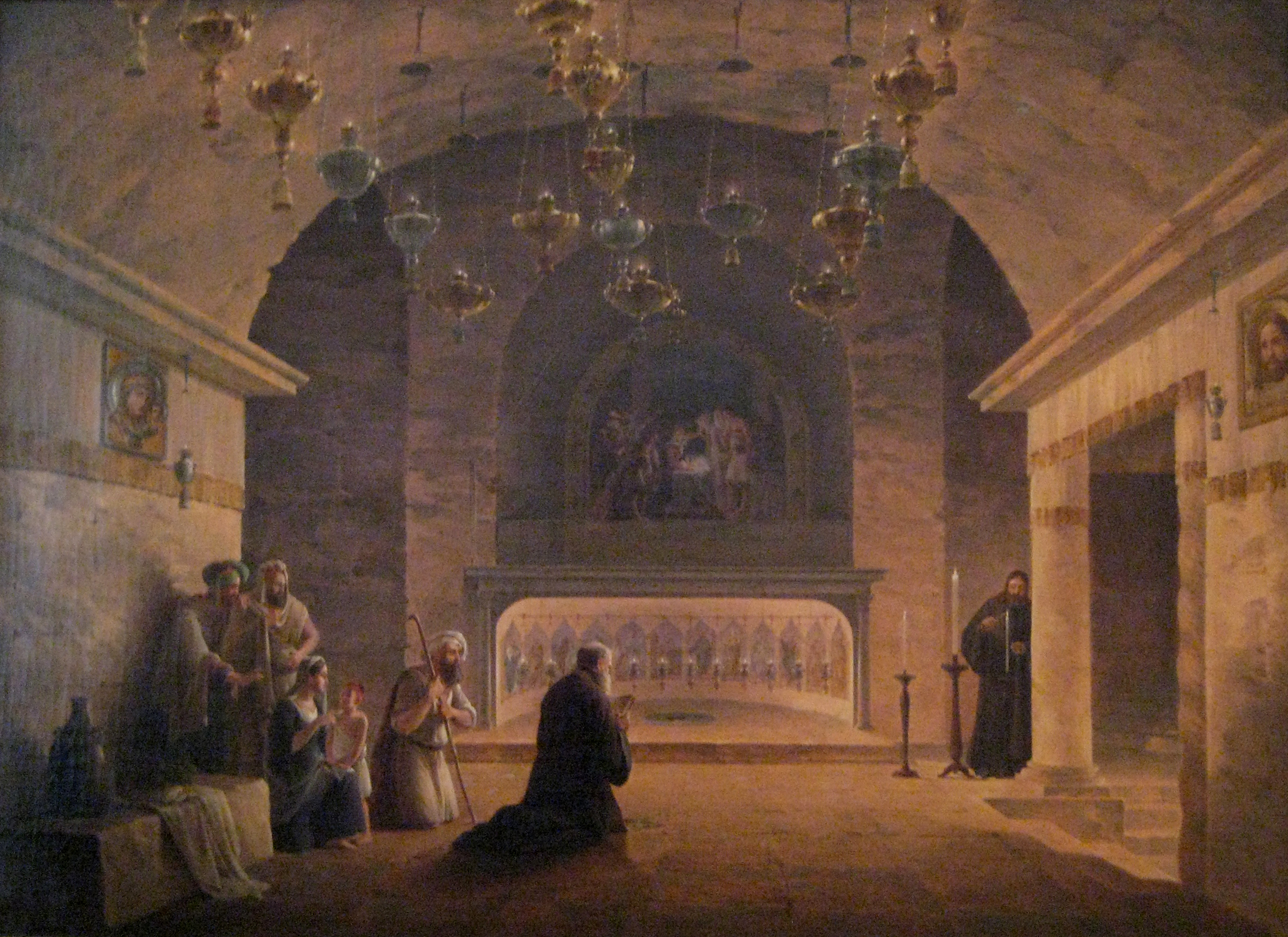
رسمة لكنيسة المهد تعود لسنة 1833.

في سنة 326 م، زارت الملكة هيلانة الأراضي المقدسة بغرض مشاهدة الأماكن المهمة في حياة السيد المسيح، ومن ضمن ما شاهدت مغارة على مشارف بيت لحم حيث ولِدَ فيها السيد المسيح حسب ما اعتقدت الجماعات المسيحية القاطنة هناك.بأن السيد المسيح وُلِدَ في مذودٍ في مغارةٍ حقيرةٍ إذ لم يكن له موضع في المنزل (متى 2:7)، ويذكر البشير متّى في إنجيله منزلًا حضر إليه المجوس القادمون من الشرق لإكرام الطفل يسوع حيث كانت مريم العذراء ويوسف والطفل، أما يوستينوس الشهيد فأشار إلى أنّ ذلك المذود وجد في مغارة.
كان كثيرٌ من رعاة تلك المنطقة يحفظون مواشيهم ليلًا في مغر، أضف إلى ذلك أنَّ البيوت الفلسطينية التقليدية القديمة كانت تبنى في الغالب على مغر أو كهوف، وَتكون الواحدُ من هذه البيوت في العادة من مكان واسع (أو لنقل) غرفة واحدة تستعمل للأكل والنوم والمعيشة، حيث قسّمت هذه إلى عدة طوابق الأسفل منها للحيوانات. هكذا يمكننا فهم كلام البشير لوقا: إذ لم يكن لهما موضعًا في المنزل أي أن مريم العذراء ويوسف لم يجدا مكانًا لهما في المنازل لازدحامها وبهذا لم يكن لهما سوى أخذ مكان بين الحيوانات في الأسفل، وفي هذا السياق نفسر التقليد الغربي للتصور المنتشر القائل بوجود المذود في الإسطبل.
النجمة الفضية الموجودة في المذود المزّيَن بالمرمر والمكتوب عليها باللاتينية: Hic de Virgine Maria Jesus Christus natus est والذي معناه: هنا ولد المسيح يسوع من العذراء مريم، والقناديل الخمسة عشر تمثل الطوائف المسيحية المختلفة.
ومن مميزات البناء الذي أنشأه الإمبراطور قسطنطين أنه حوى في بنائه الأساسي مثمنًا فيه فتحة تؤدي إلى مغارة الميلاد حيث المذود والنجمة، غربًا يجد المرء بازيليكا كبيرة تنتهي ببهو محاط بالأعمدة والذي يُطلّ على مدينة بيت لحم.
تعرض بعض أجزاء الكنيسة للدمار عدة مرات، كان أولها في عام 529 م عندما دمرها السامريون، ويعتقد أنهم جماعة من اليهود ينسبون إلى عاصمتهم القديمة السامرة، وبعد ذلك أعاد الإمبراطور «جستنيان» بناء كنيسة المهد على نفس موقعها القديم، ولكن بمساحة أكبر، وكان ذلك في عام 535 م.
ولم تقف الاعتداءات على الكنيسة عند هذا الحد، ففي سنوات الحروب بين الفرس والرومان التي تمكن فيها الإمبراطور «هرقل» من طرد الفرس من ممتلكات الدولة الرومانية عام 629 م. تعرضت كنيسة المهد للهدم من قبل الفرس عام 614 م، بينما أبقى الفرس على بعض مباني الكنيسة عندما شاهدوا نماذج من الفن الفارسي الساساني على أعمدة وجدران الكنسية. وفي القرن الثاني عشر قام الصليبيون بتزيين الكنيسة بالفسيفساء على الجدران وبالرسومات على الأعمدة وبالرخام على الأرضيات، واليوم لم يبق منها إلا القليل بسبب تخريب الكنيسة من قبل الجنود الأتراك في الفترة العثمانية.

## شهدت ميلاد المسيح

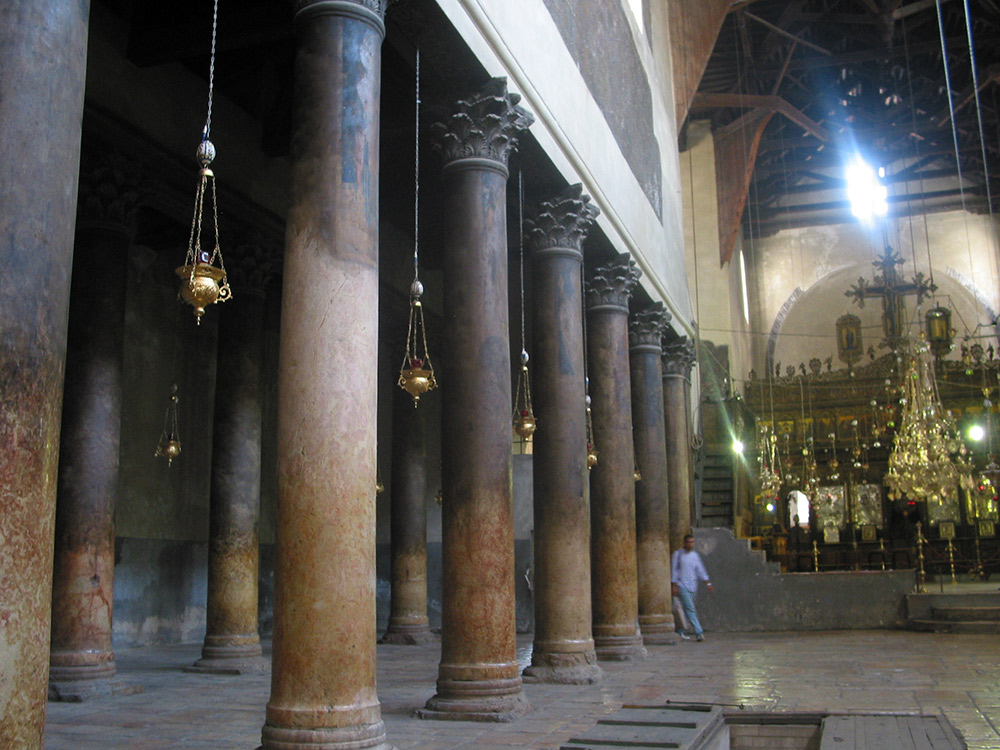
كنيسة المهد من الداخل

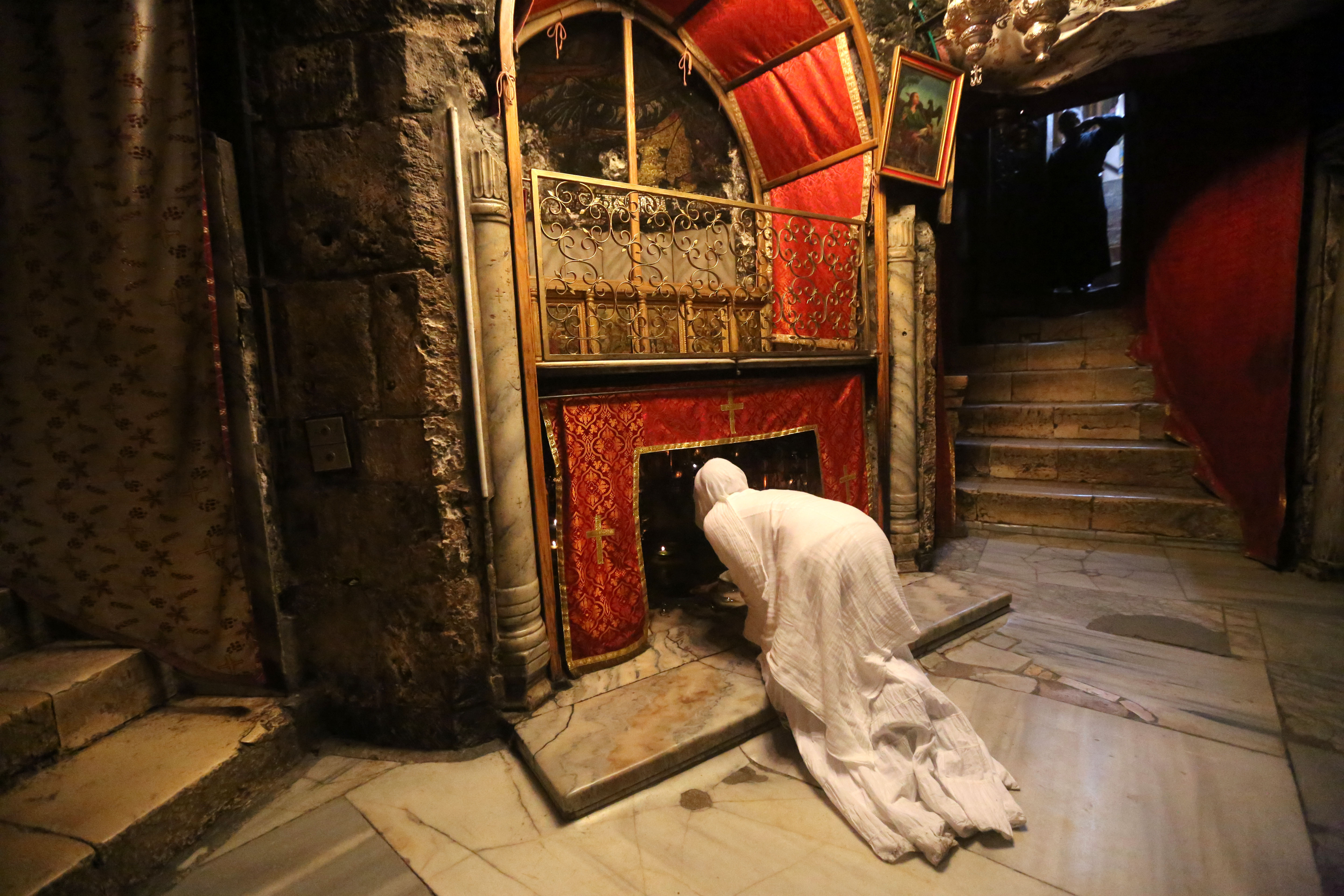
كنيسة المهد من الداخل

ولكنيسة المهد أهمية خاصة في قلوب المسيحيين بمختلف طوائفهم، فبالإضافة إلى مكانتها التاريخية فهي أيضا تحمل مكانة دينية خاصة، فقد شيدت الكنيسة في نفس المكان الذي ولد فيه المسيح، وتضم الكنيسة ما يعرف بكهف ميلاد المسيح، وهو المكان الذي وضع فيه بعد مولده، وأرضيته من الرخام الأبيض، ويزين الكهف خمسة عشر قنديلا فضيا التي تمثل الطوائف المسيحية المختلفة والعديد من صور وأيقونات القديسين.
والكنيسة عبارة عن مجمع ديني كبير، فهي تحتوي على مبنى الكنيسة بالإضافة إلى مجموعة من الأديرة والكنائس الأخرى التي تمثل الطوائف المسيحية المختلفة فهناك الدير الأرثوذكسي في الجنوب الشرقي، والدير الأرمني في الجنوب الغربي، والدير الفرنسيسكاني في الشمال الذي شيد عام 1881 م لأتباع الطائفة اللاتينية، وتمت توسعة الكنيسة في عام 1999.

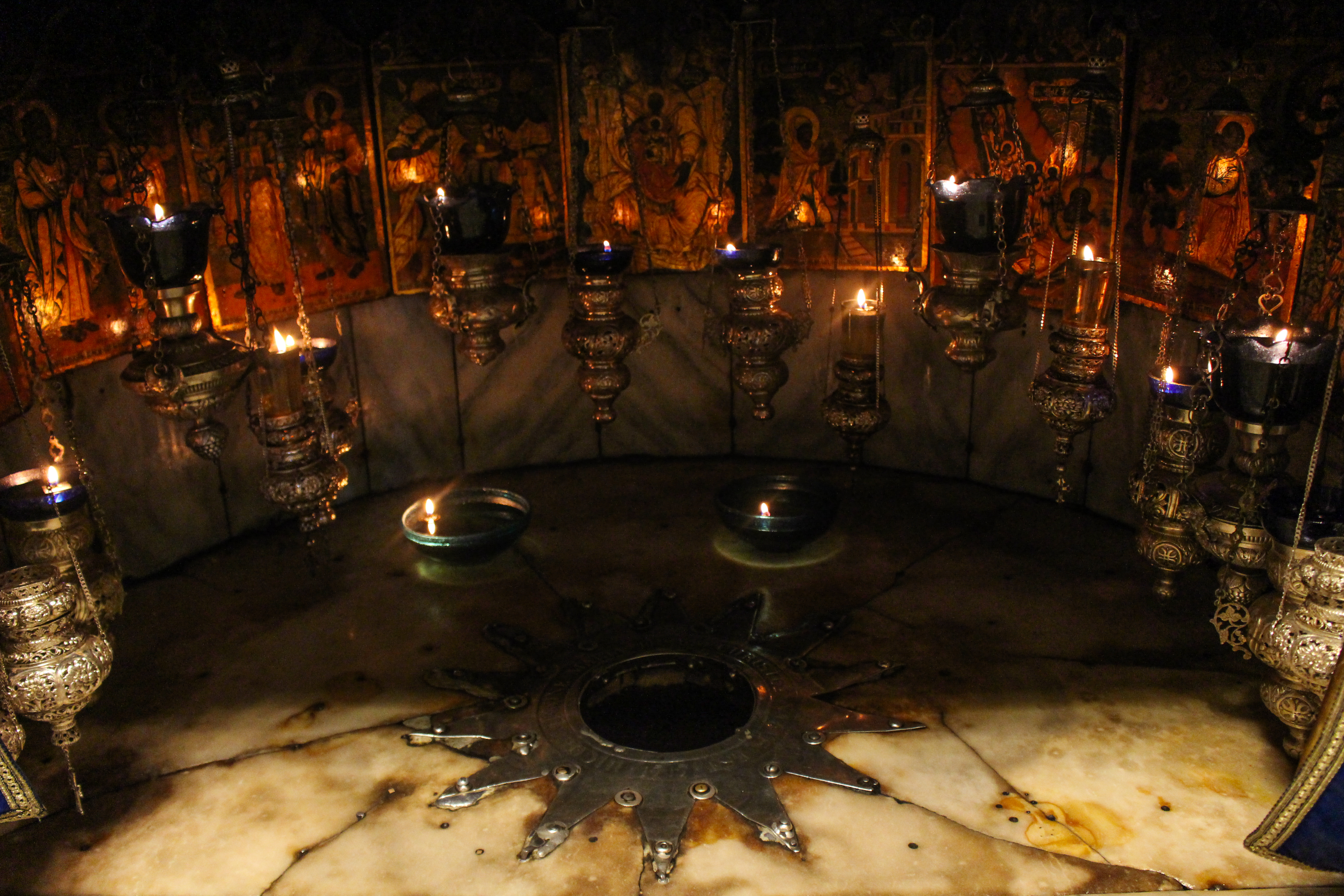
المكان الذي ولد فيه السيد المسيح في كنيسة المهد بيت لحم فلسطين

وقد طالب الملك «ربورت دون جو» ملك نابولي (إحدى المدن الإيطالية) من الملك الناصر «محمد بن قلاوون» تاسع ملوك دولة المماليك البحرية عام 1333 م بالحصول على تصريح يسمح بإقامة رهبان فرنسيسكان في كنسية المهد والعديد من الأديرة بالقدس، وبذلك يصبح لهم تمثيل دائم في الأراضي المقدسة بفلسطين.
تقام الطقوس الدينية يومياً في كنيسة المهد من قبل الطوائف المختلفة (الروم، اللاتين والأرمن) بحسب جدول للصلوات وضع في الفترة العثمانية وما زال يعمل به حتى يومنا هذا، كما تم في الفترة العثمانية تحديد حقوق وصلاحيات كل طائفة متواجدة في الكنيسة وهو ما يسمى الـ «ستاتو كوو»، والجدير بالذكر أنَّ بالكنيسة هنالك ثالثة طوائف رئيسية (الروم الأرثوذكس، اللاتين والأرمن) ولكن يتم السماح للأقباط والسريان مرتان في السنة بالصلاة داخل الكنيسة. تعد الطقوس الدينية لدى الطوائف الشرقية أساس التحليق في سماء الإيمان القويم لأنها تخاطب كل حواس المؤمن: فالأعين تتمتع بجمال الأيقونات المقدسة، وتشنف الآذان بسماع الترانيم الروحية الغنية بمضامينها العقائدية وألحانها العذبة، وأما رئتا المؤمن فتمتلئان بشذى الروائح العطرة المنبعثة من البخور المقدس وبواسطة هذه الرموز (التي هي واقع عقائديًا) ينتشي المؤمن روحيًا وجسديًا ليكون مستعدًا كي يمجد الخالق بكل قلبه وبكل قدرته.

## محتويات البازليك

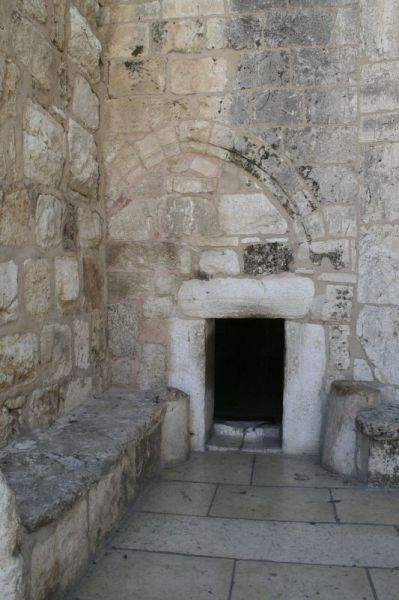
مدخل كنيسة المهد.

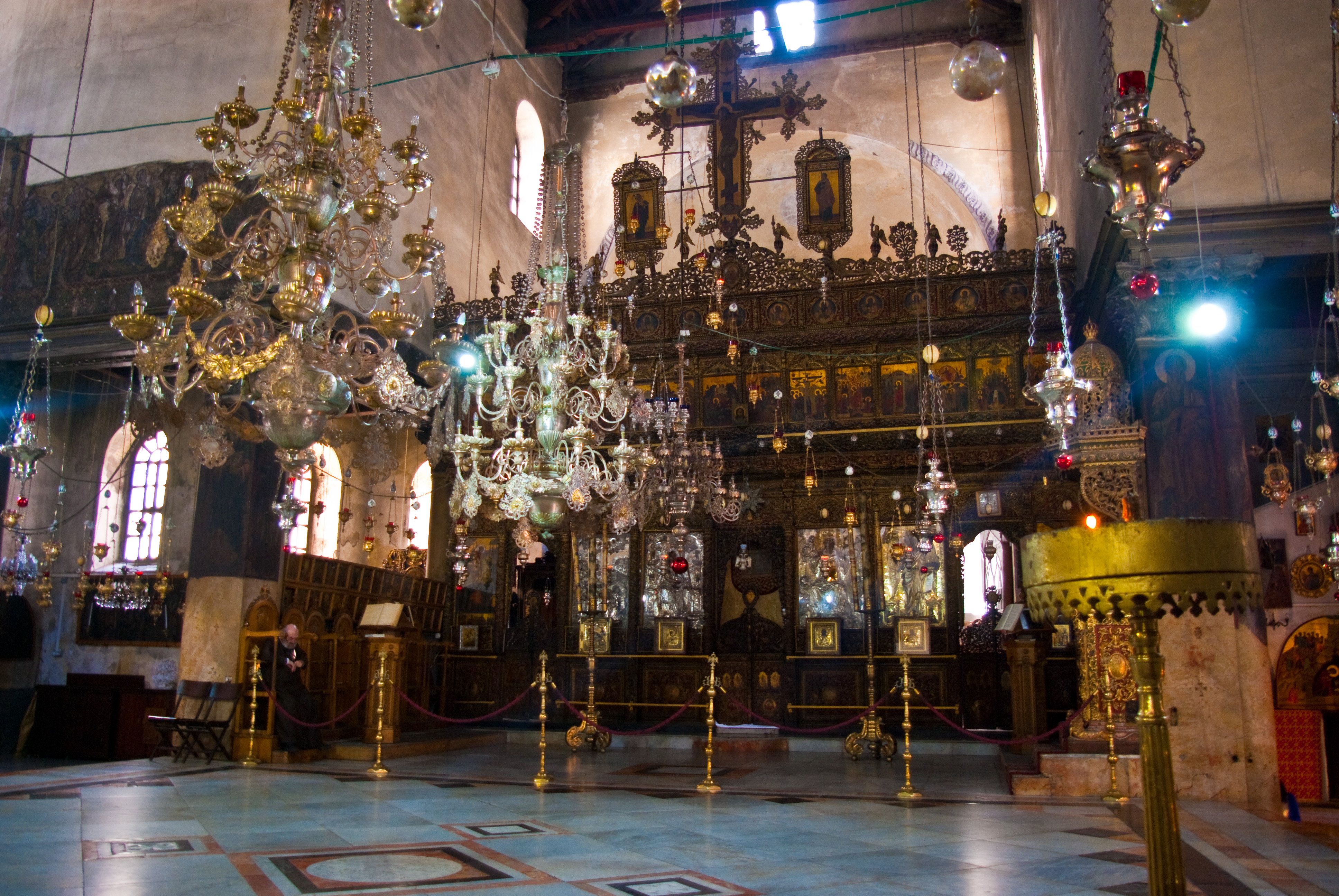
مذبح الكنيسة.

تحتل الساحة المبلطة أمام البازيليك جزءا من الرواق القديم الذي تحيط به العمدان.
الواجهة التي تدعمها عدة عقود معمارية بنيت على مدار القرون، كان فيها ثلاثة أبواب للدخول. أما اليوم فلم يتبق منها سوى باب واحد وقد أضحى بدوره بالغ الصغر عبارة عن مدخل ضيّق منخفض. بالإمكان ملاحظة آثار الأبواب التي تعود إلى مختلف الحقب فوق المدخل. فنلاحظ أسلوب الزخرفة البيزنطية فالأقواس الصليبية.
يقودنا المدخل الضيق إلى دهليز مظلم بسبب إغلاق جميع نوافذ الواجهة. ثم نجد بابا خشبيا نحته فنانون أرمنيون عام 1227. يؤدّي بنا إلى البازيليك.
فور دخولنا نجد إلى اليسار بابا صغيرا يقودنا إلى أروقة القديس هيرونيموس فكنيسة القديسة كاترينا.
تنقسم البازيليك إلى خمسة أروقة تفصل بينها أربع مجموعات من الأعمدة الحمراء ما زالت تظهر عليها آثار الرسومات القديمة. السقف عبارة عن ألواح من الخشب المكشوف يعود تاريخها إلى القرن السادس عشر وقد تم ترميمه في القرن الماضي.
لم يبق من الموزاييك الذي كان يغطي الجدران سوى آثار قليلة. في الأصل (القرن الثاني عشر) كانت الرسوم تمثل شجرة عائلة يسوع بحسب رواية متى 1، 1-17 ولوقا 3، 23-38 (الجزء الجنوبي). وعلى الجزء الشمالي نجد المجامع الكنسية المتعلقة بسر التجسد ومشهد حياة يسوع. تحت مستوى الأرضية الحالية التي تعود إلى الحقبة الجوستنيانية يمكننا مشاهدة فسيفساء قسطنطين وهي عبارة عن أشكال هندسية.
على جانبي الهيكل الرئيسي في صدر البازيليك نجد المدخلين الذين يؤديان إلى مغارة الميلاد. الأبواب البرونزية والمداخل المرمرية الضخمة تعود للحقبة الصليبية.

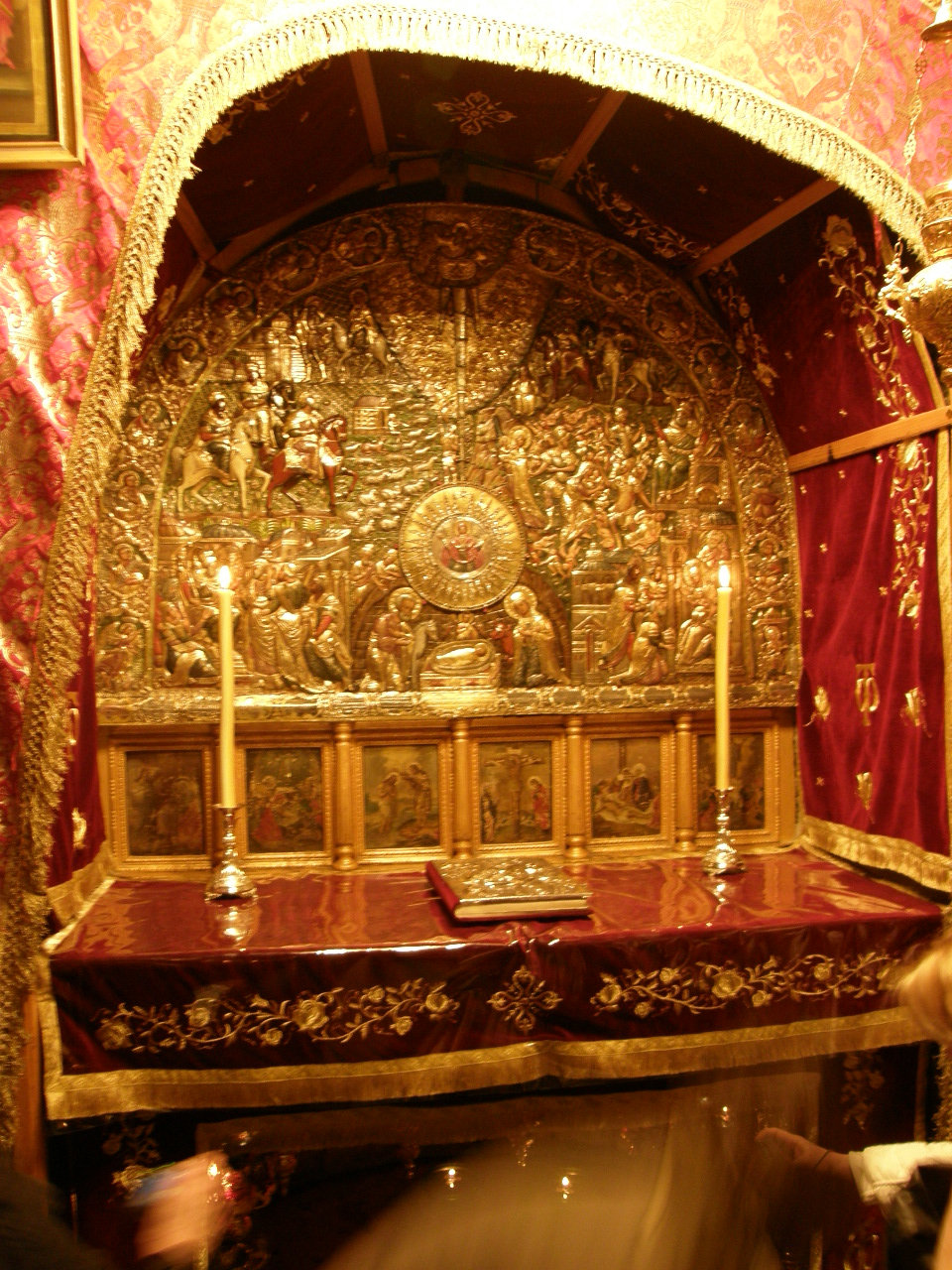
مذبح المغارة.

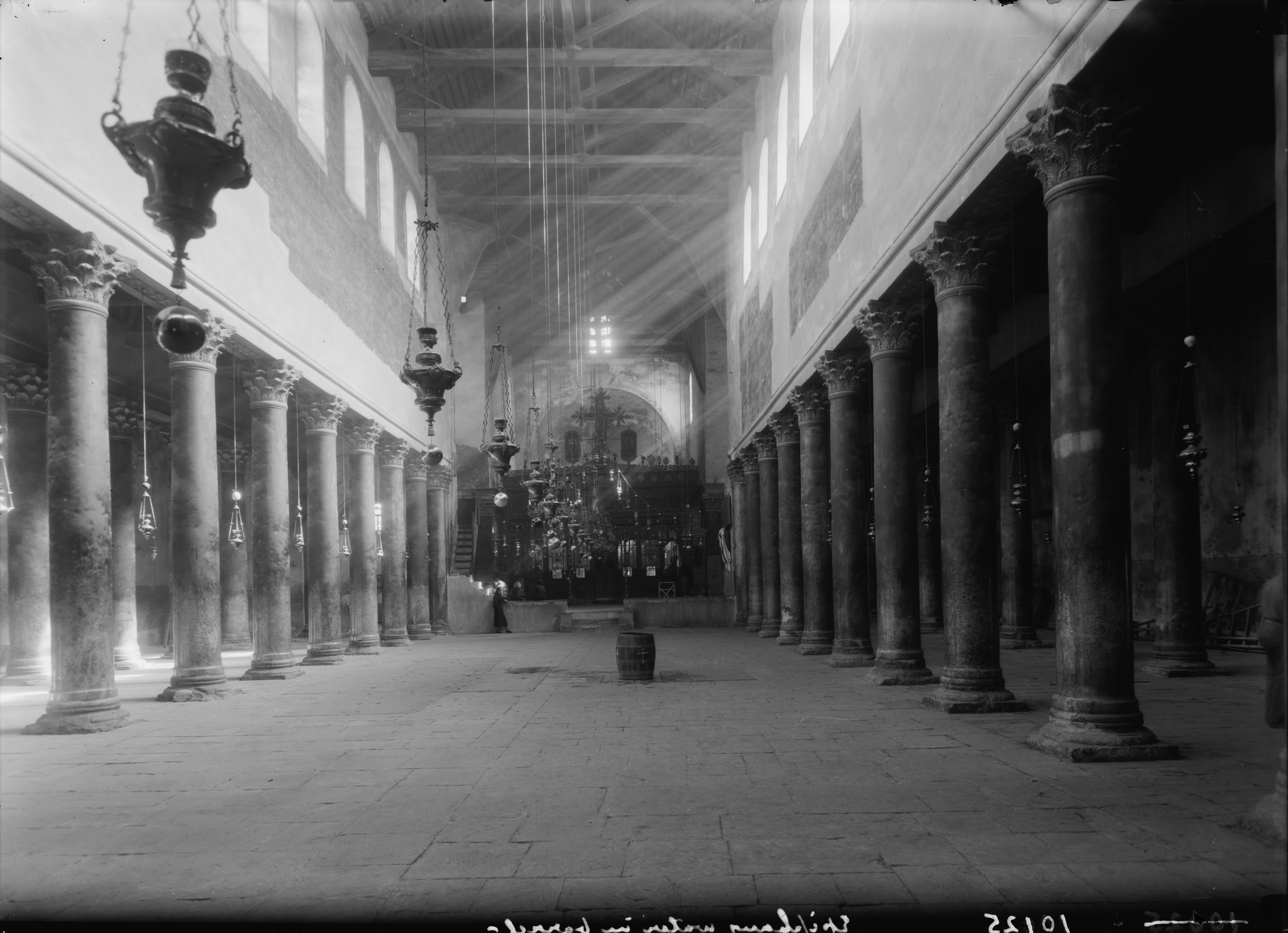
الكنيسة من الداخل.

مغارة الميلاد عبارة عن شكل قائم الزاوية تغطيه الأقمشة الاسبستية الحريرية الناعمة لحمايتها من الحرائق. تحت الهيكل الرئيسي نجد نجمة فضية تشير إلى موضع ميلاد يسوع وعليها عبارة باللاتينية تقول: «هنا ولد يسوع المسيح من مريم العذراء».

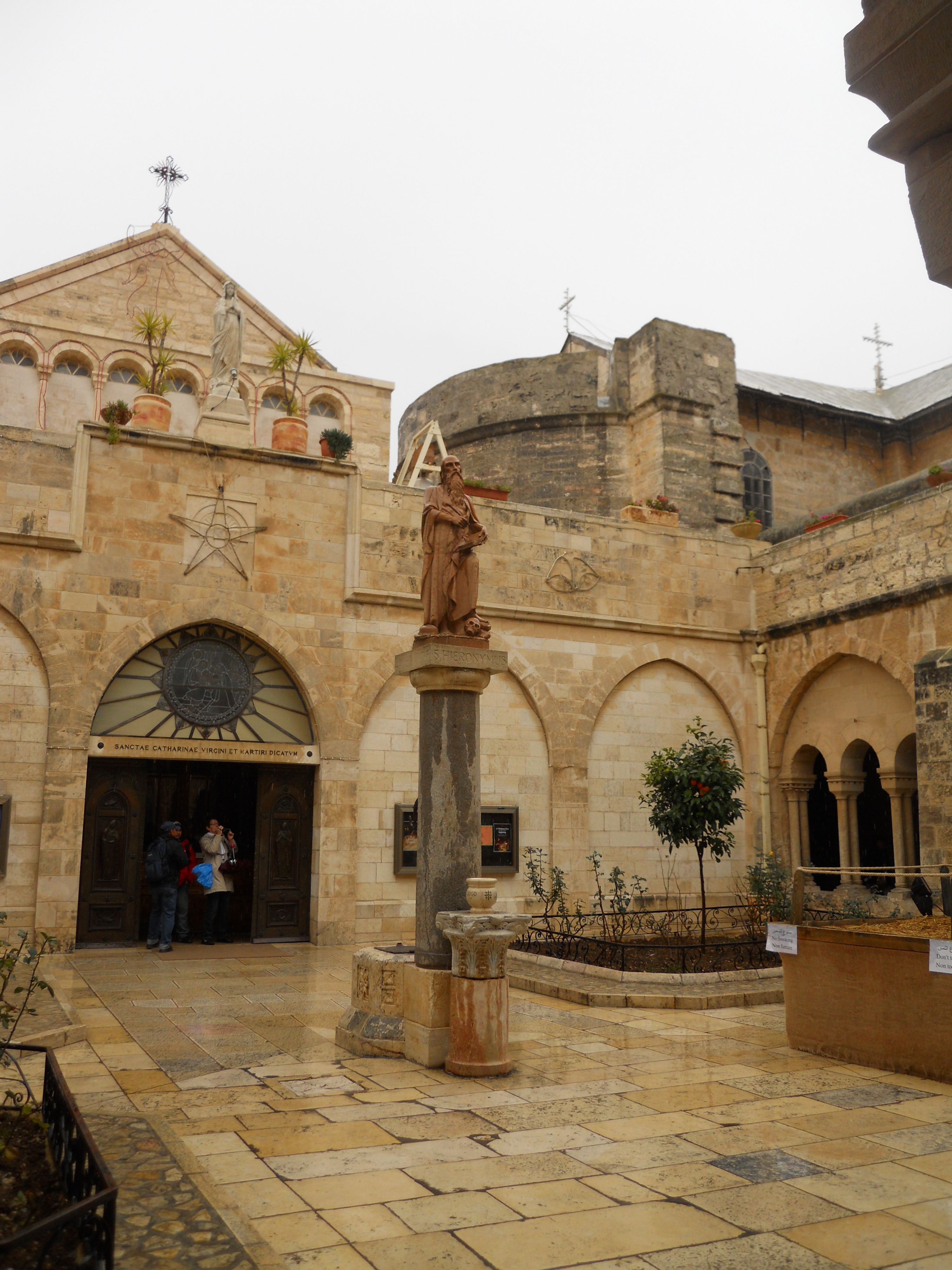
باحة كنيسة القديسة كترينا.

على يمين الناظر إلى الهيكل الرئيسي نجد المغارة التي تُدعى «مغارة المجوس» حيث كان المذود الذي وضع فيه الطفل يسوع.
في أخر المغارة نجد بابا يؤدي بنا إلى مغارات عديدة تحت الأرض. ويفتح هذا الباب خلال الاحتفالات الدينية اللاتينية فقط.

### كنيسة القديسة كترينا

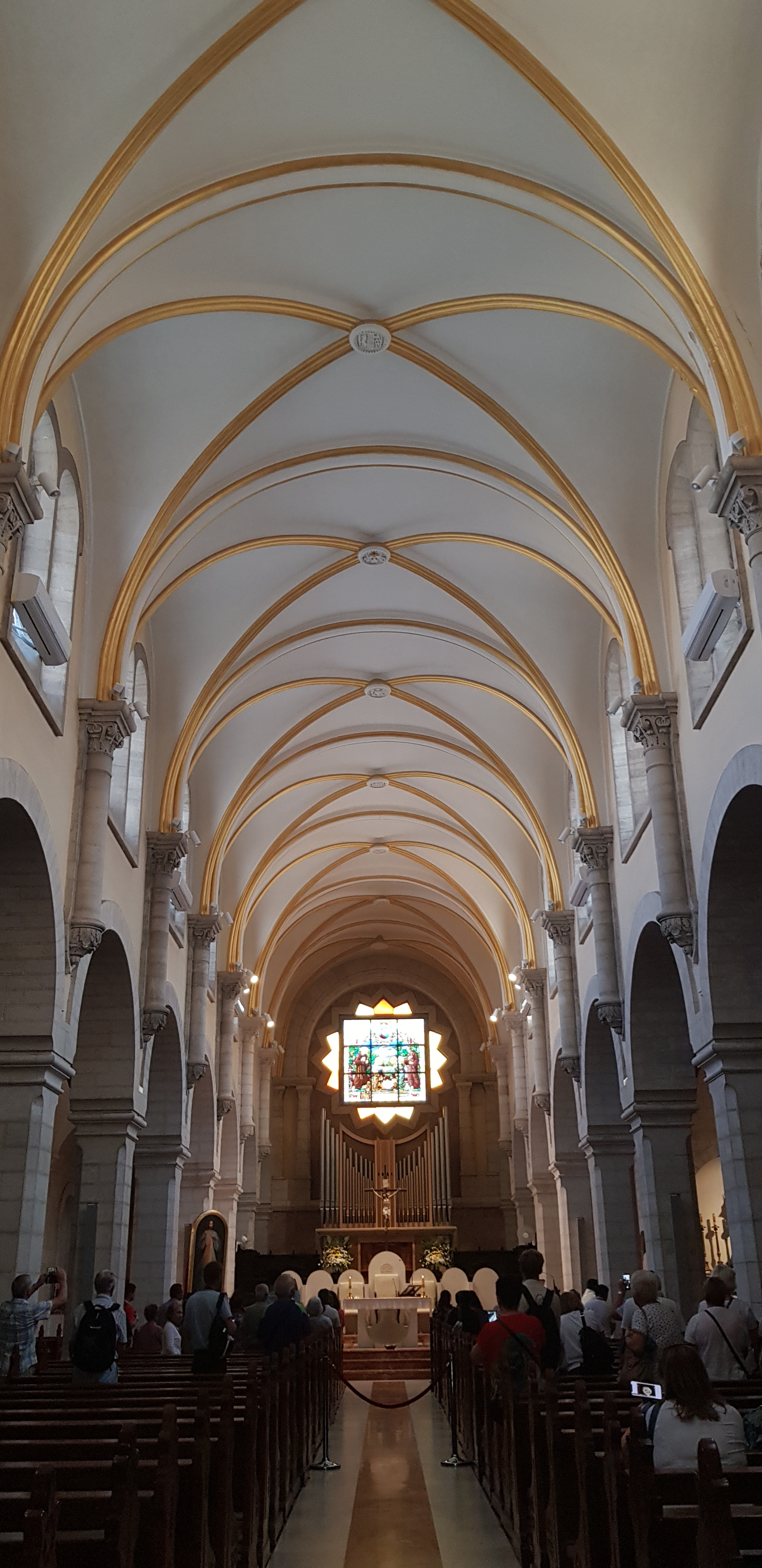
الكنيسة القديسة كترينا من الداخل.

يرتبط تاريخ البازيليك منذ بنائها بتاريخ المدينة فهي بمثابة قلب المدينة النابض يمكن الوصول إليها من البازيليك عبر بابين، أحدهما إلى اليسار فور الدخول إلى البازيليك والآخر من المدخل الجانبي لهيكل الأرمن أو مباشرة من دير الفرنسيسكان.
يؤدي إليها رواق من العصور الوسطى غاية في الجمال. تمّ ترميمه عام 1949. تقوم الكنيسة على بقايا دير القديس هيرونيموس القديم. على الجانب الجنوبي للرواق تمّ اكتشاف كنيسة صليبية مع رسومات للعذراء.
على الجانب الأيمن (للداخل إلى الكنيسة) تحت الهيكل الجانبي يُحتفظ بتمثال الطفل يسوع والذي يعرض ليلة عيد الميلاد في المغارة. قبل بلوغ هذا الهيكل نجد درجا يهبط بنا إلى مغارات تحت الأرض.

### المغر تحت الأرض
تشير الحفريات التي قام بها الأب باچاتي الفرنسيسكاني إلى أن هذه المغارات كانت مستخدمة منذ القرن السادس ق.م. وتحولت في القرن الأول إلى قبور للمسيحيين الذين كانوا يرغبون بأن تدفن أجسادهم قرب الأماكن المقدسة.
- مغارة القديس يوسف - ننزل الدرجات من كنيسة القديسة كاترينا فنبلغ غرفة المدخل وهي جزء من مغارة القديس يوسف الذي تم تكريس الجزء العلوي له منذ عام 1621. يمكن بلوغ هيكل القديس يوسف بواسطة 5 درجات من كلا الجانبين. نجد إلى اليمين ممرا محفورا في الصخر يؤدي إلى مغارة الميلاد. يفتح كل يوم الساعة الثانية عشرة ظهراً خلال الدورة اليومية للآباء الفرنسيسكان.
- مغارة الأطفال الأبرياء - عندما نقف في الجزء السفلي من مغارة القديس يوسف نجد إلى اليسار مغارة أخرى فيها هيكل مكرس للقديسين الأبرياء أطفال بيت لحم الذين ذبحهم هيرودس. في جوانب المغارة نجد بضعة قبور هي قبور الأتقياء الذين رغبوا بأن تدفن أجسادهم في هذا المكان المقدس منذ القرون الأولى للمسيحية. إذا تابعنا السّير إلى اليسار نجد بعد مغارة الأطفال هوة مغلقة بقضبان يبلغ عمقها خمسة أمتار وهي قبر الأطفال الأبرياء بحسب التقليد.

على يمين الناظر إلى هيكل القديس يوسف هناك ممر يؤدي إلى عدة كهوف أخرى محفورة في الصخر.
في الممر الضيق المؤدي إلى المغارة الثالثة نجد قبر أوسبيوس الكرموني، خليفة القديس هيرونيموس. ومن ثم نبلغ إلى قبر محفور في الصخر، وهو قبر پاولا وابنتها أوستيكيو. وفي الواجهة قبر القديس هيرونيموس. يشهد القديس هيرونيموس ذاته لهذا الواقع ففي حياته حفر لنفسه قبرا قرب تلميذتيه. وقد تم نقل رفاتهم ولم يتبق سوى المقام. ومنذ القرن الثالث باتت رفات القديس تكرم في كنيسة القديسة مريم العظمى في روما.
- مغارة القديس هيرونيموس - يعتقد أن القديس عاش هنا وعمل في هذا المكان.

القديس هيرونيموس والحياة النسكية في بيت لحم
وصل القديس هيرونيموس إلى بيت لحم عام 386 وكان عمره 46 عاما. وعاش في بيت لحم ثلاثين عاما مكرسا حياته للتأمل. وفي هذا المكان أخذ على عاتقه ترجمة الكتاب المقدس من لغته الأصلية العبرية إلى اللغة اللاتينية.
ولم يكن الغرب يعرف الكتاب المقدس حتى ذلك الحين إلا من خلال الترجمة السبعينية. لم يكن الحصول على نسخة أصلية من الكتاب المقدس في ذلك الوقت أمرا سهلا ولكنّ هيرونيموس اتفق مع أحد الربانيين أن يعيره درج الكتاب في الليل ليعمل على ترجمته ويعيده في الصباح الباكر قبل أن يشعر اليهود باختفائه. وقد سميت ترجمته بالترجمة الشعبية «Volgata» وقد اعتمدت في الكنيسة نصا رسميا طيلة قرون طويلة.
توفيت پاولا حوالي عام 402 وتوفيت ابنتها أوستيكيو عام 417 أما هيرونيمس فتوفي عام 420. ودفنوا جميعا في هذا الموقع. ويشهد الحاج من پياشنسا (570) أنه زار المغارة «التي حفرها هيرونيموس بيديه قرب مغارة الميلاد والتي دُفن فيها».

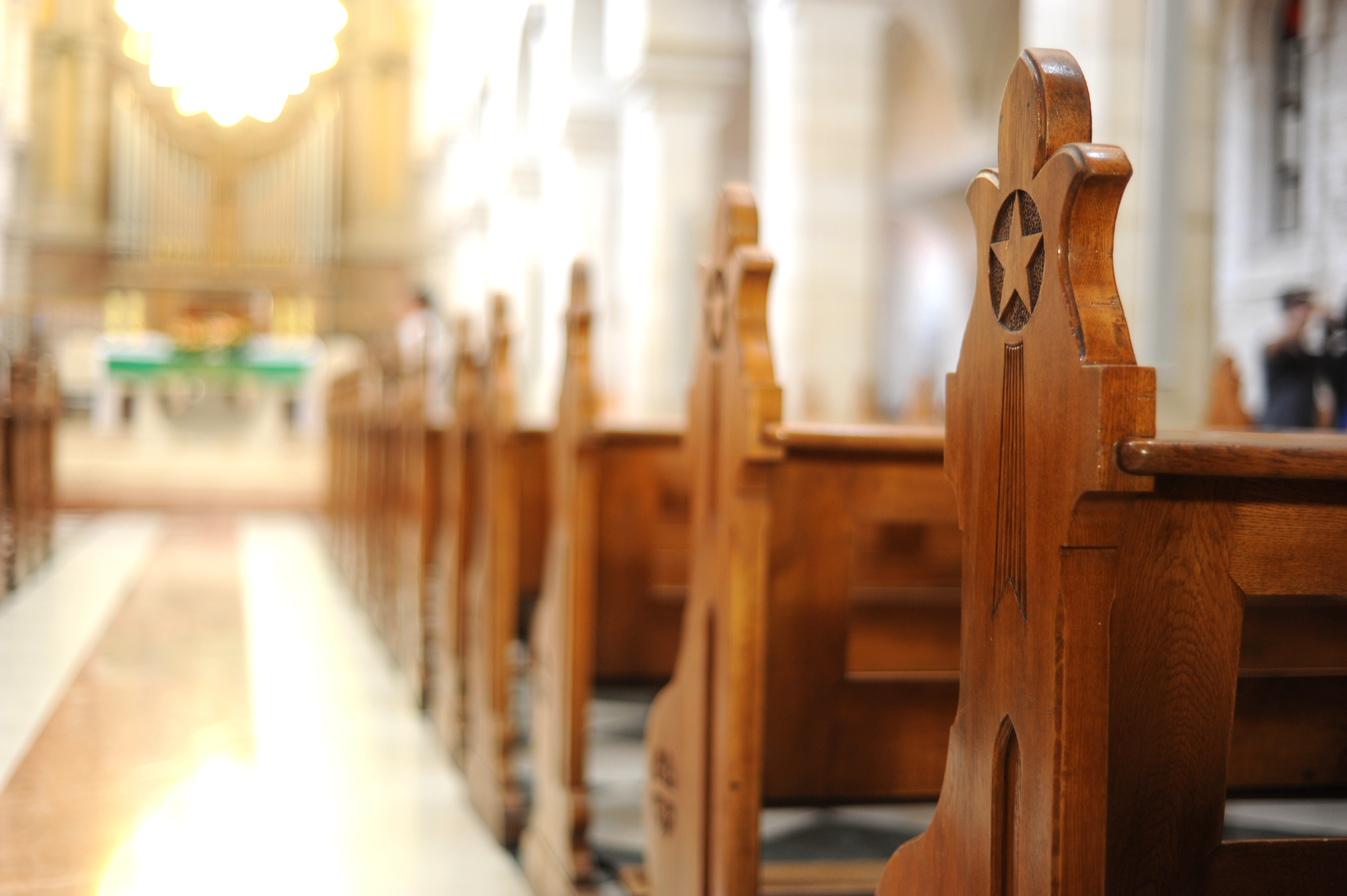
كنيسة القديسة كترينا.
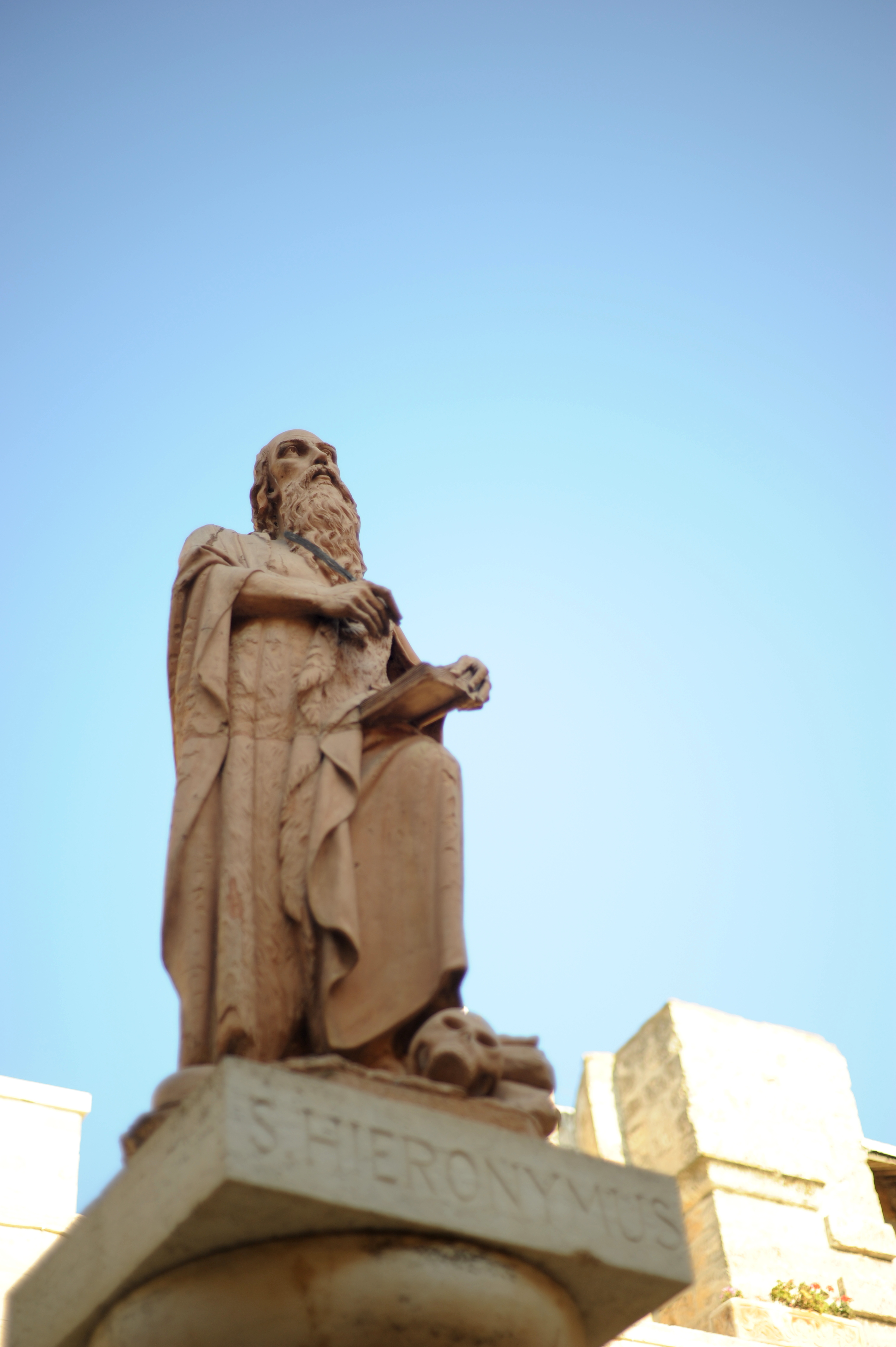
تمثال القديس جيروم.
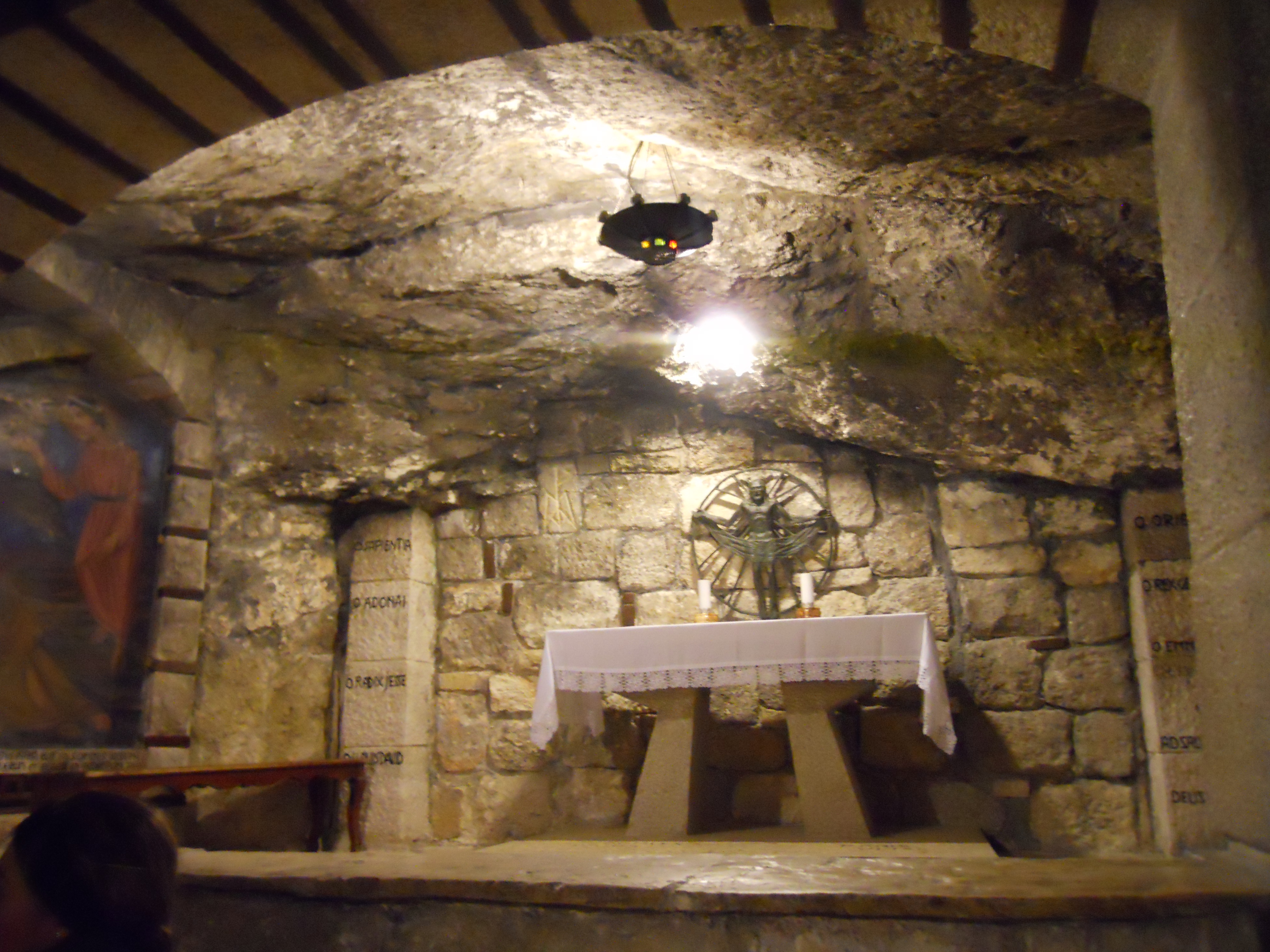
مغارة القديس هيرونيموس.
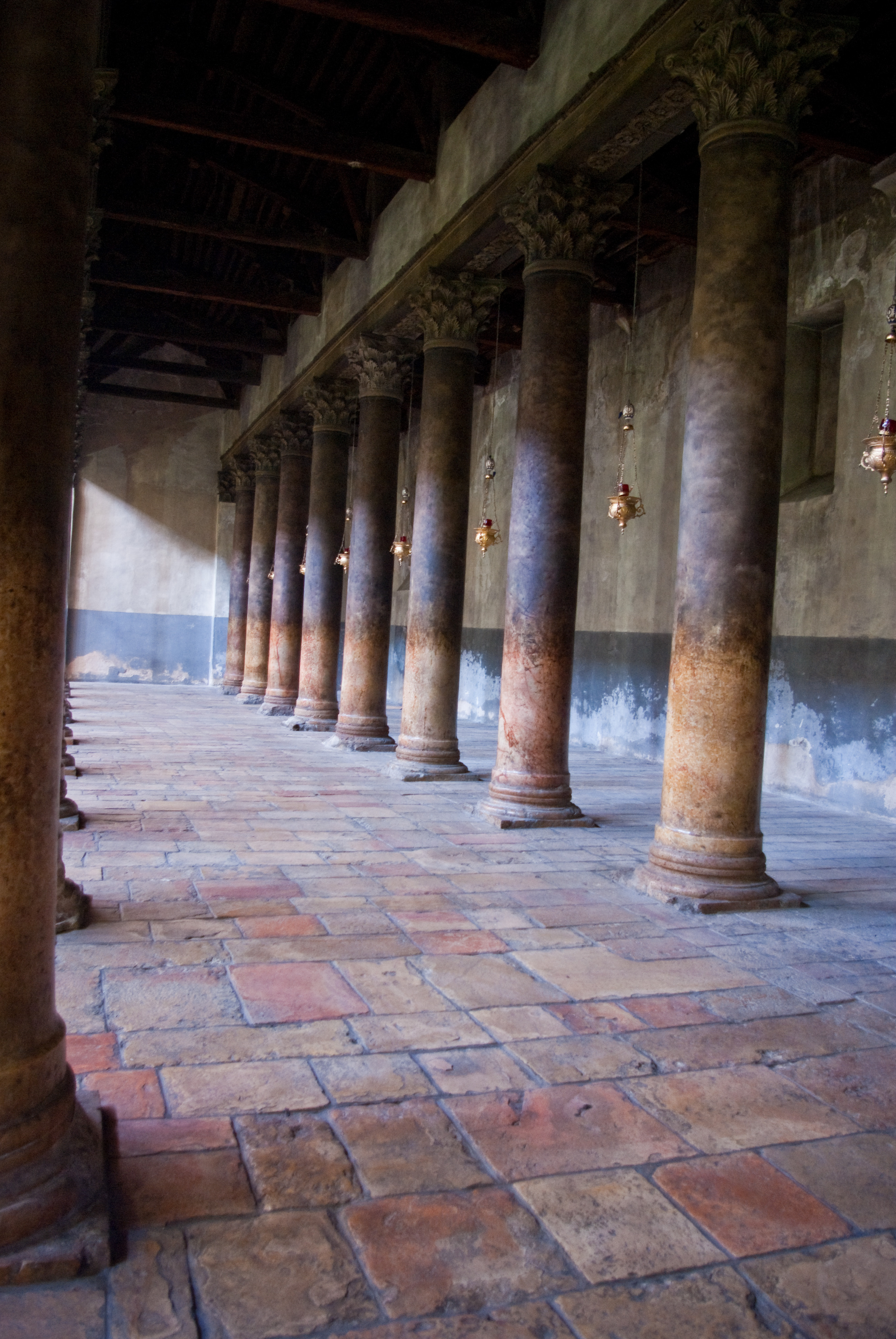
أعمدة الكنيسة.
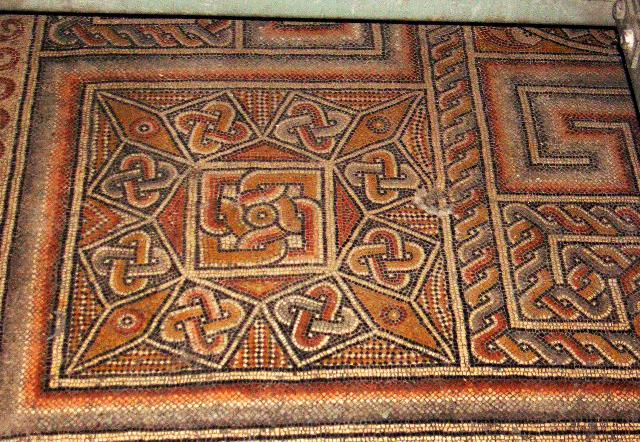
فسيفساء.

## احتفالات عيد الميلاد

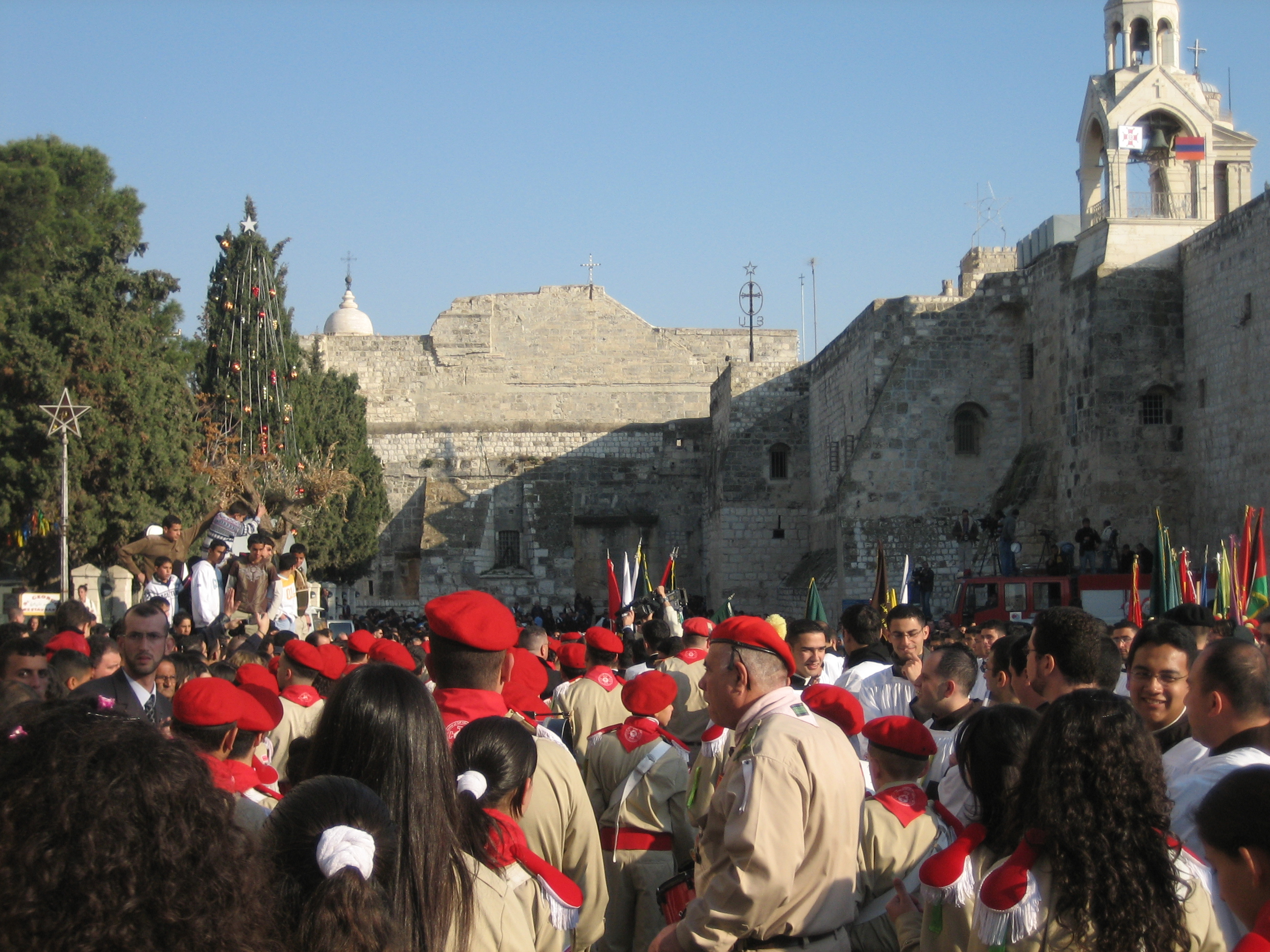
احتفالات المسيحيين الفلسطينيين بساحة كنيسة المهد في يوم عيد الميلاد 2006.

تقام طقوس عيد الميلاد في بيت لحم على ثلاثة تواريخ مختلفة: تحتفل الطوائف الكاثوليكية والبروتستانتية بتاريخ 25 كانون الأول، وأما الكنيسة اليونانية والسريانية والمسيحيين الأقباط فيحتفلون بتاريخ 6 كانون الثاني والمسيحيين الأرمن الأرثوذكس في 19 كانون الثاني. تمرُ معظم مواكب عيد الميلاد عبر ساحة كنيسة المهد، في ساحة الخارجية لكنيسة المهد.

## معرض الصُور

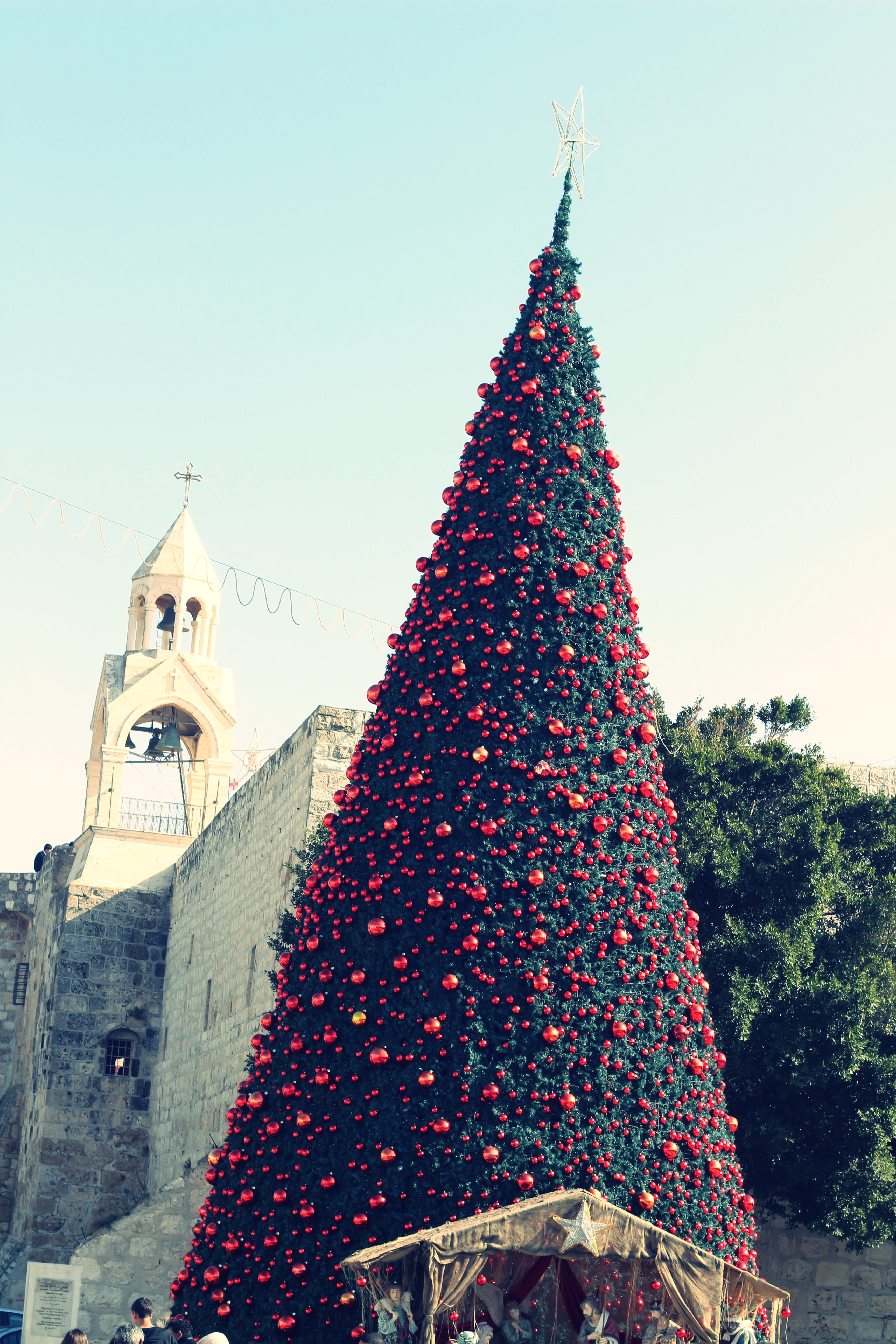
شجرة عيد الميلاد في ملف:مدينة بيت لَحم وَخلفُها كنيسة المهد
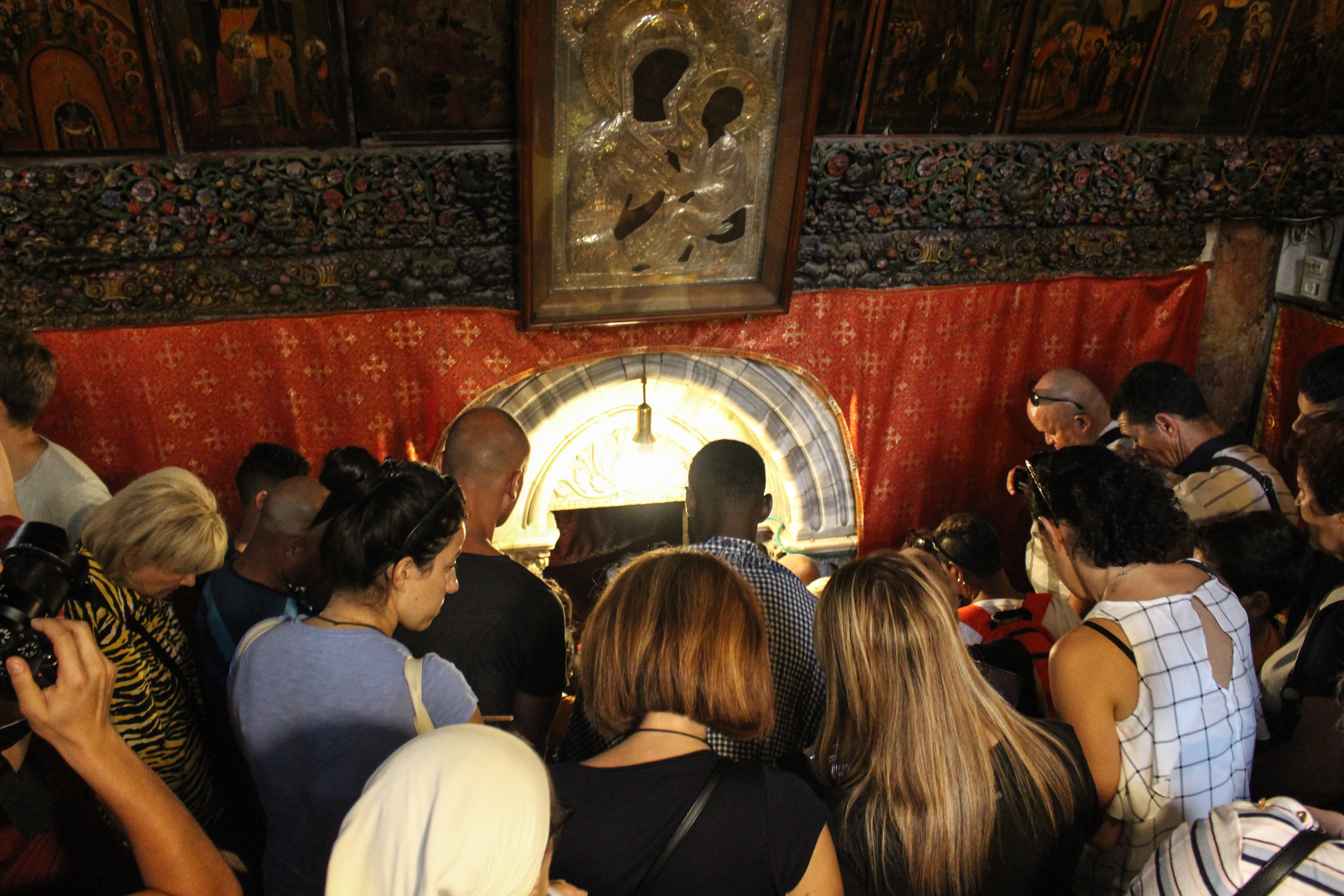
الحجاج المسيحيون أثناء دخولهم الكهف الذي ولد فيه السيد المسيح في كنيسة المهد بفلسطين.
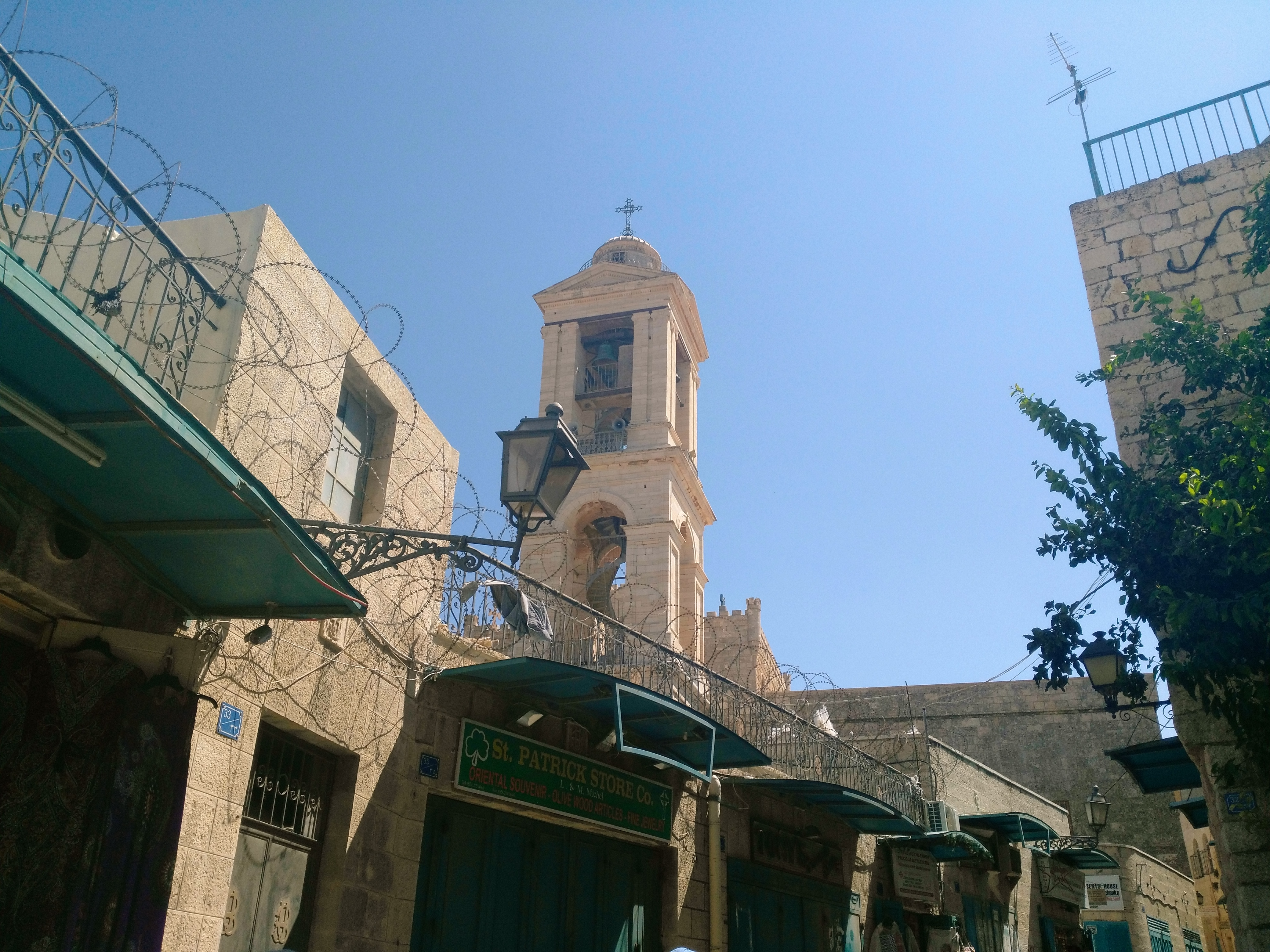
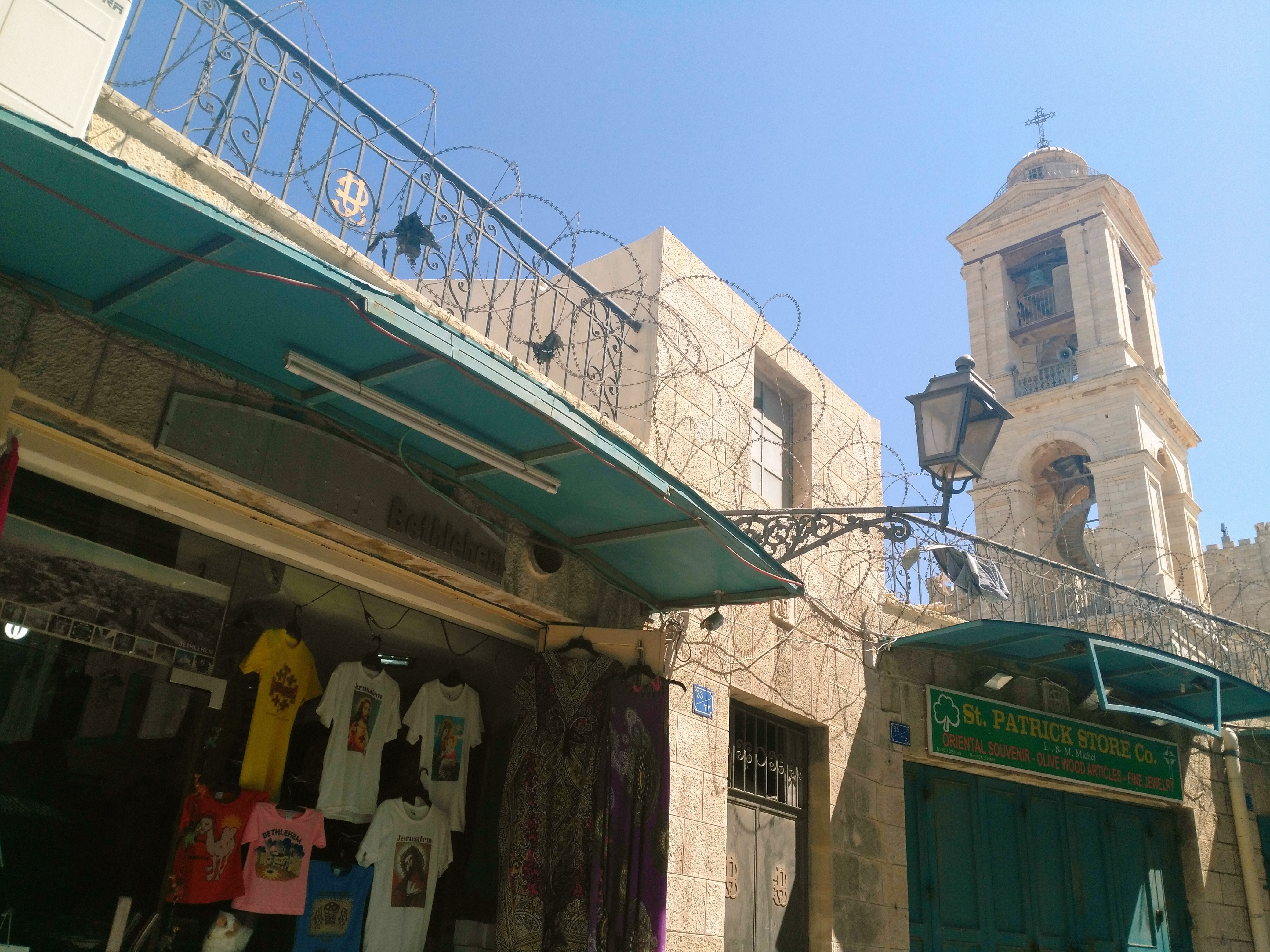
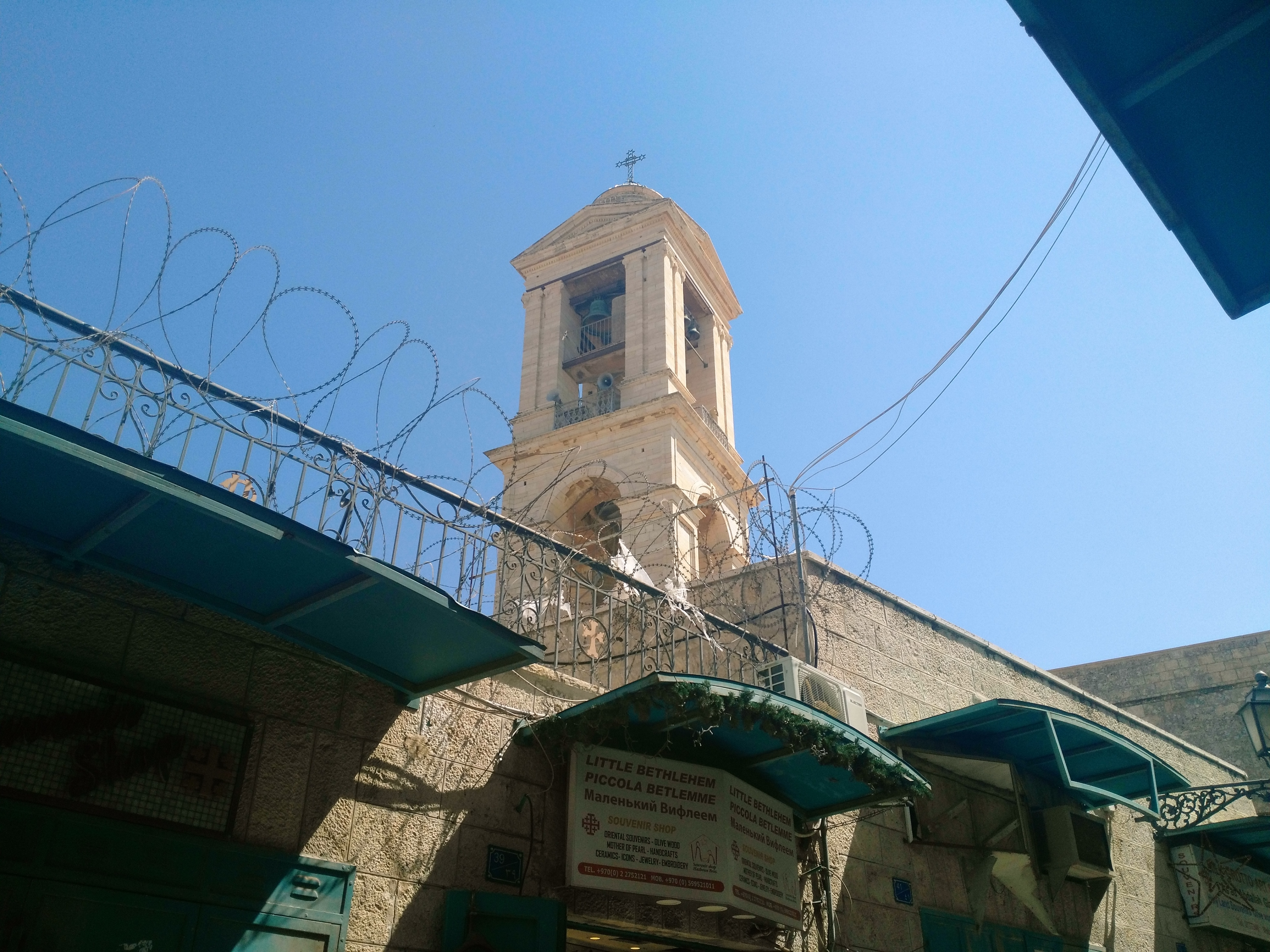
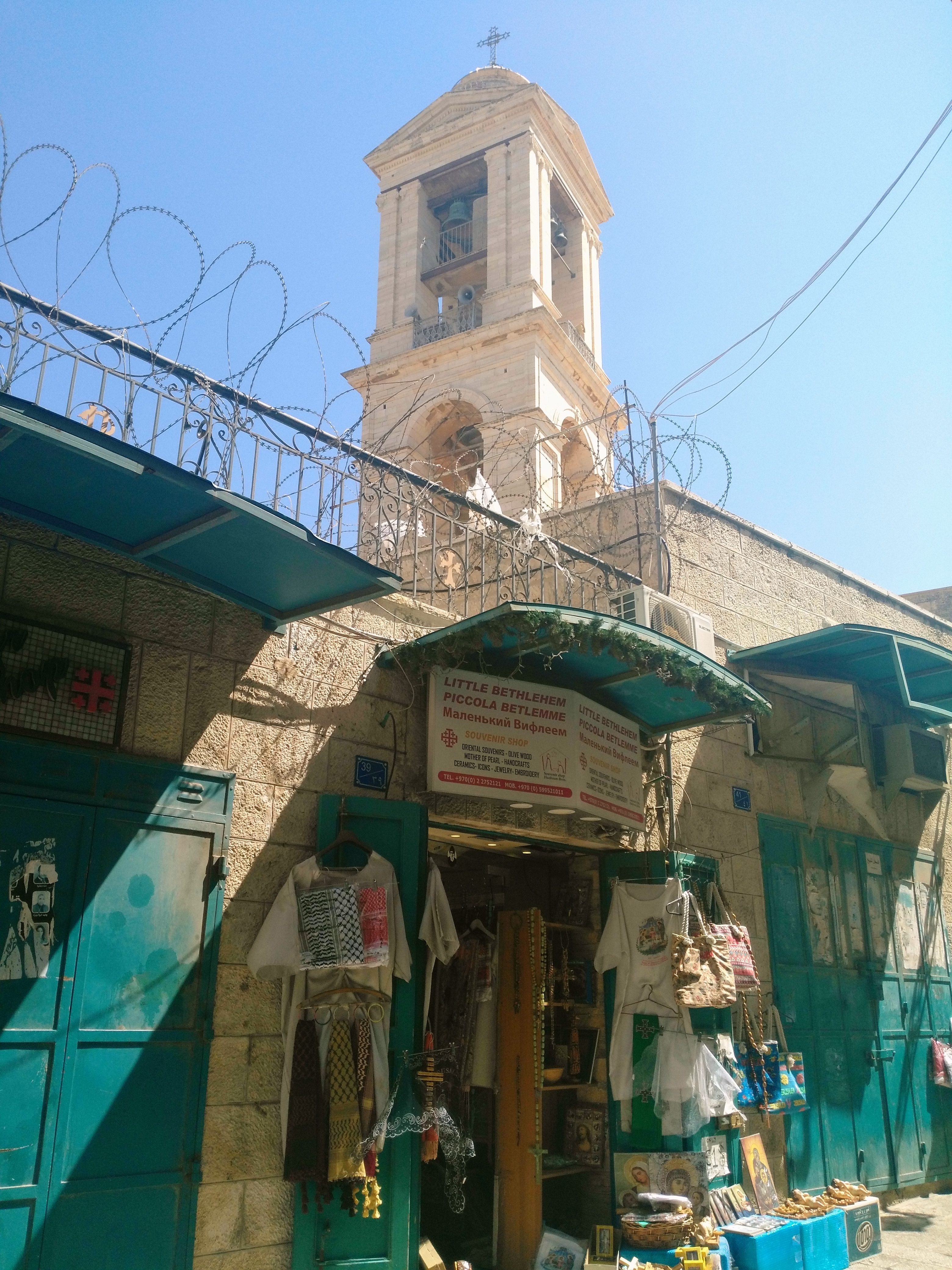
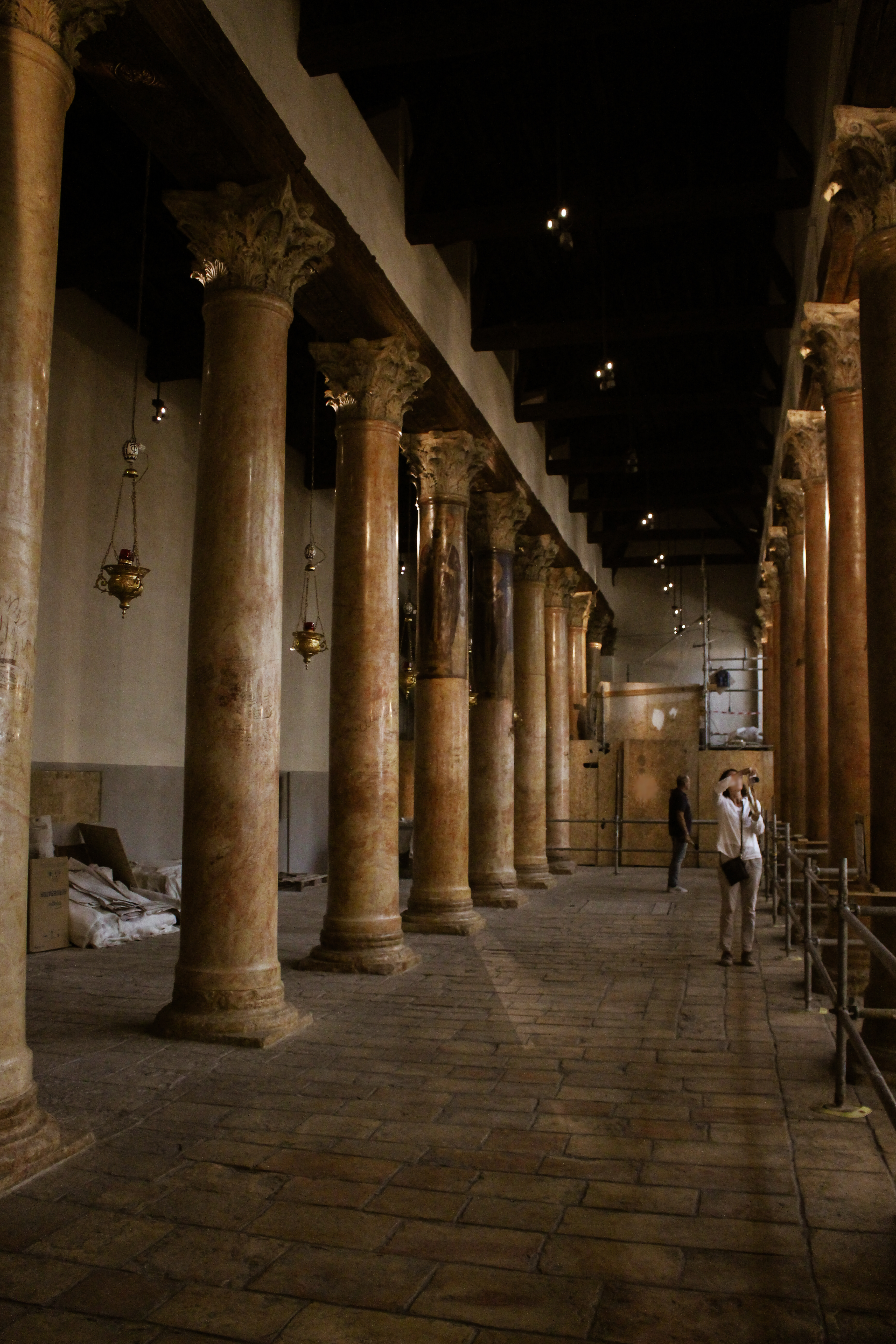
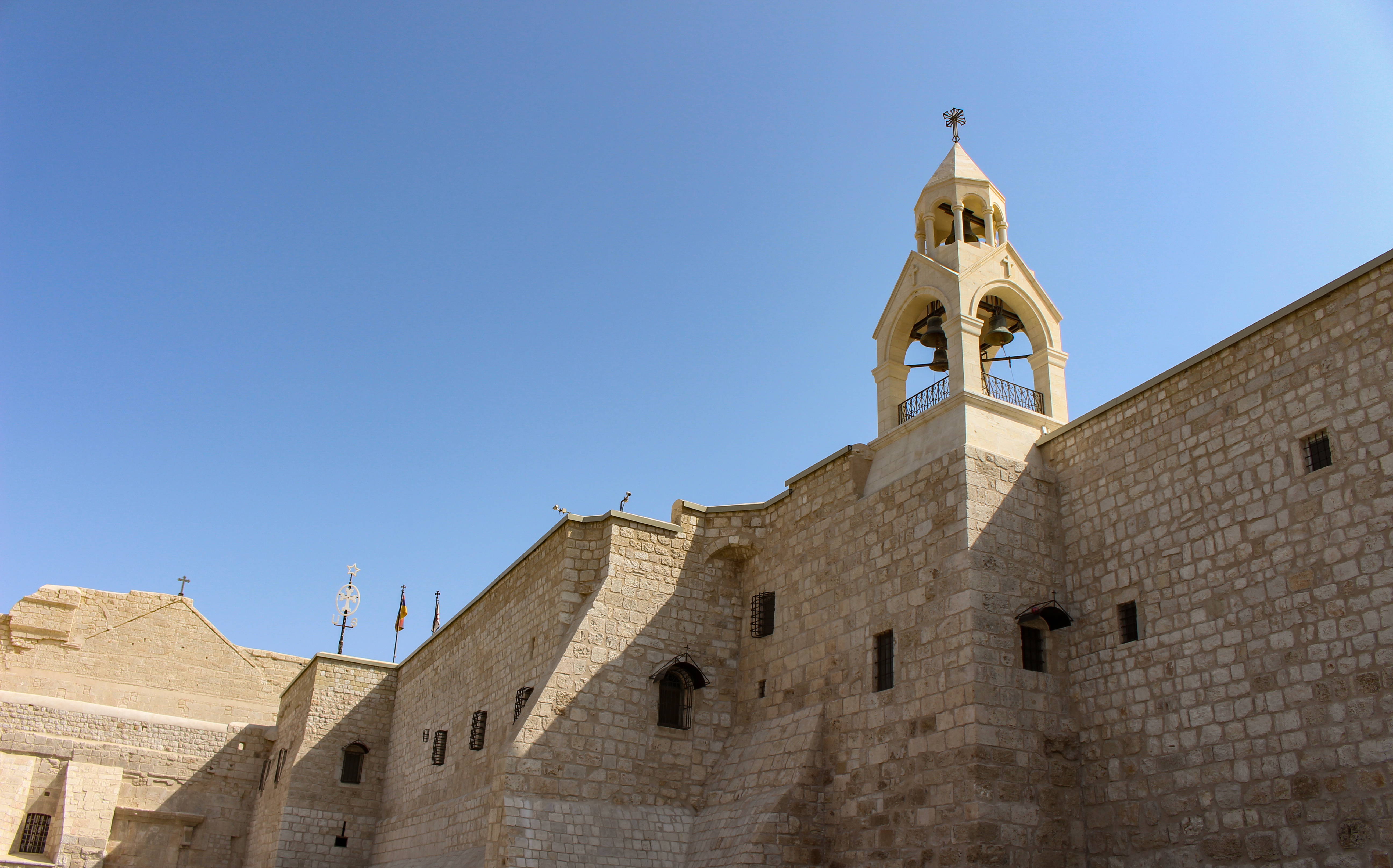
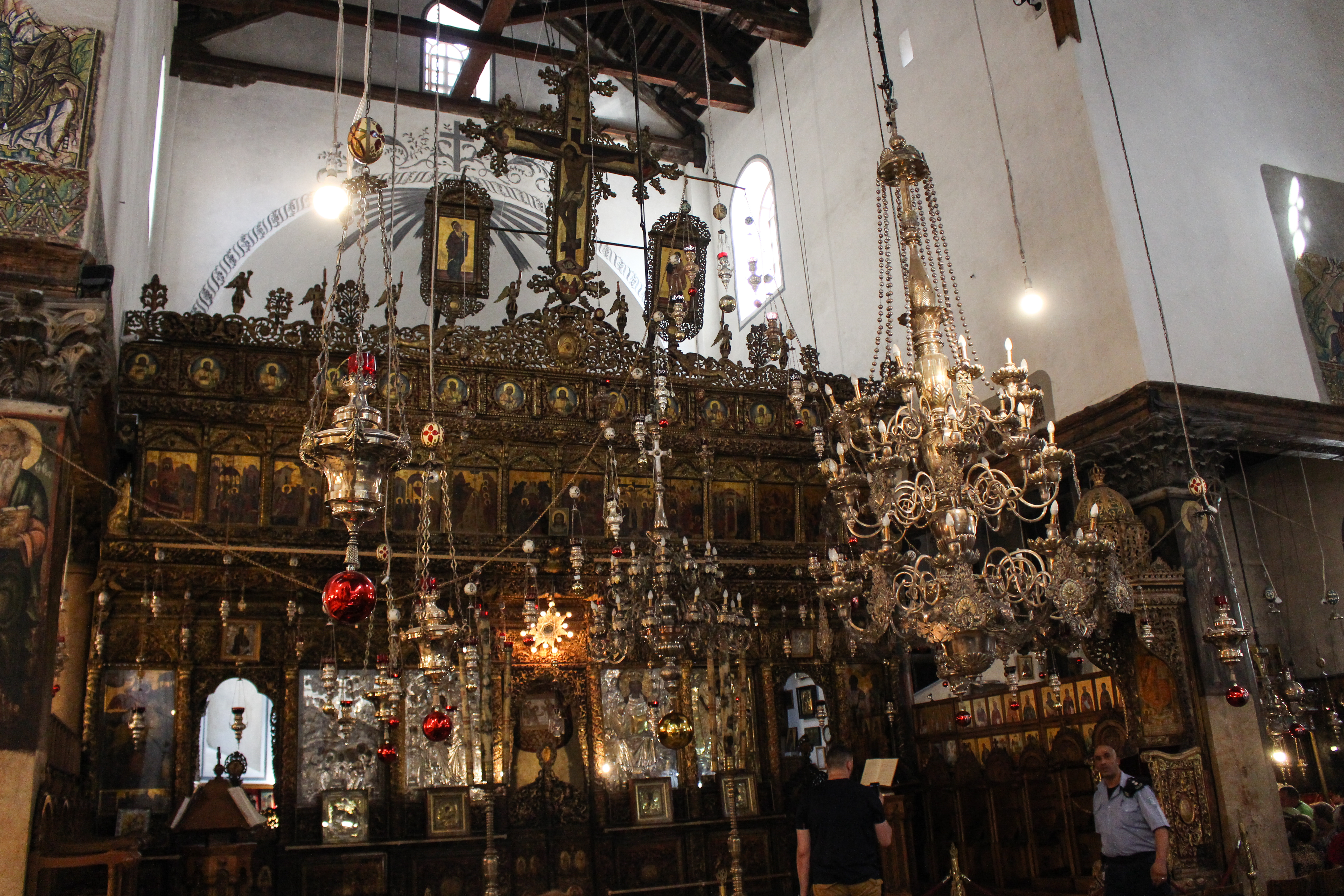
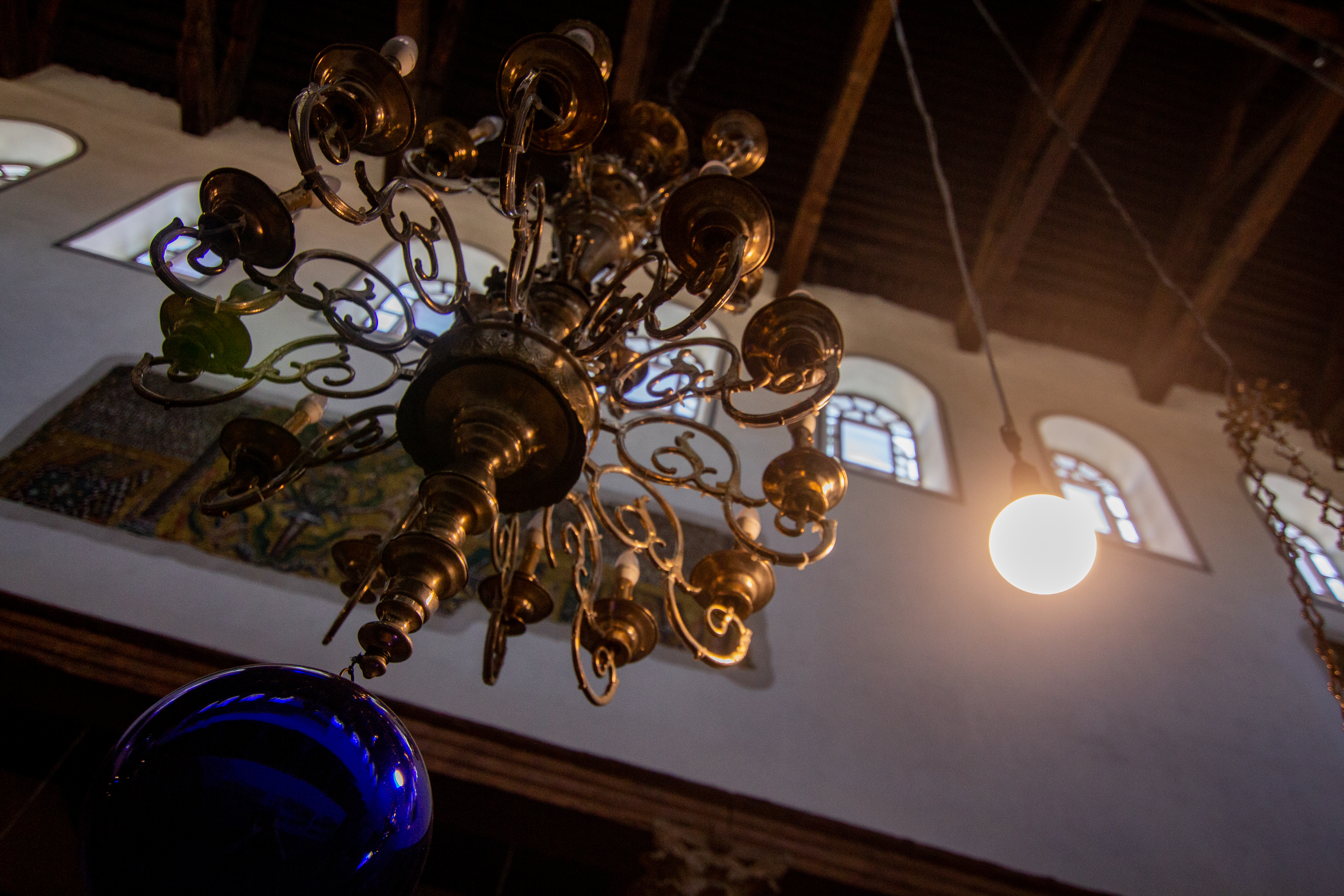
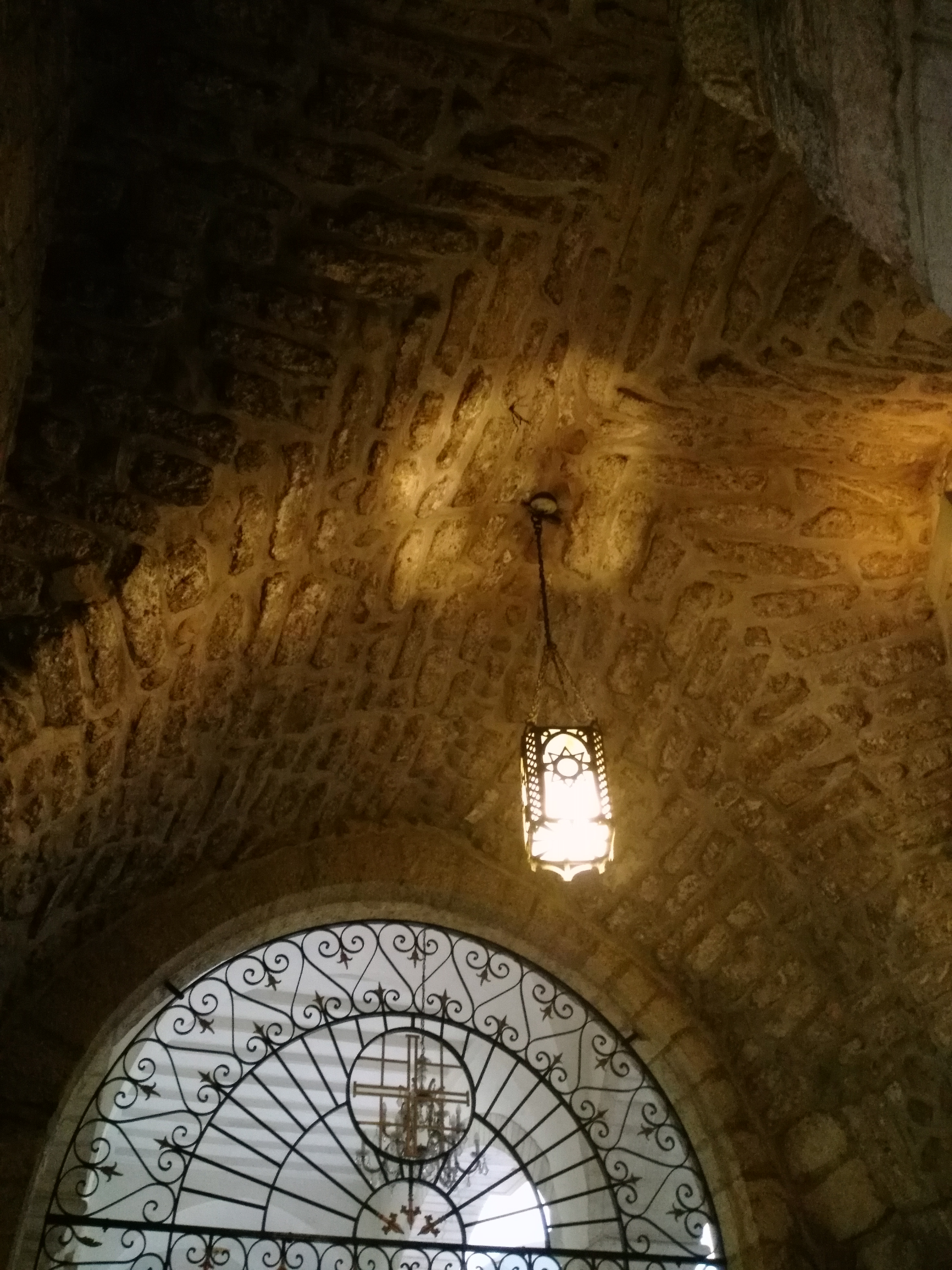
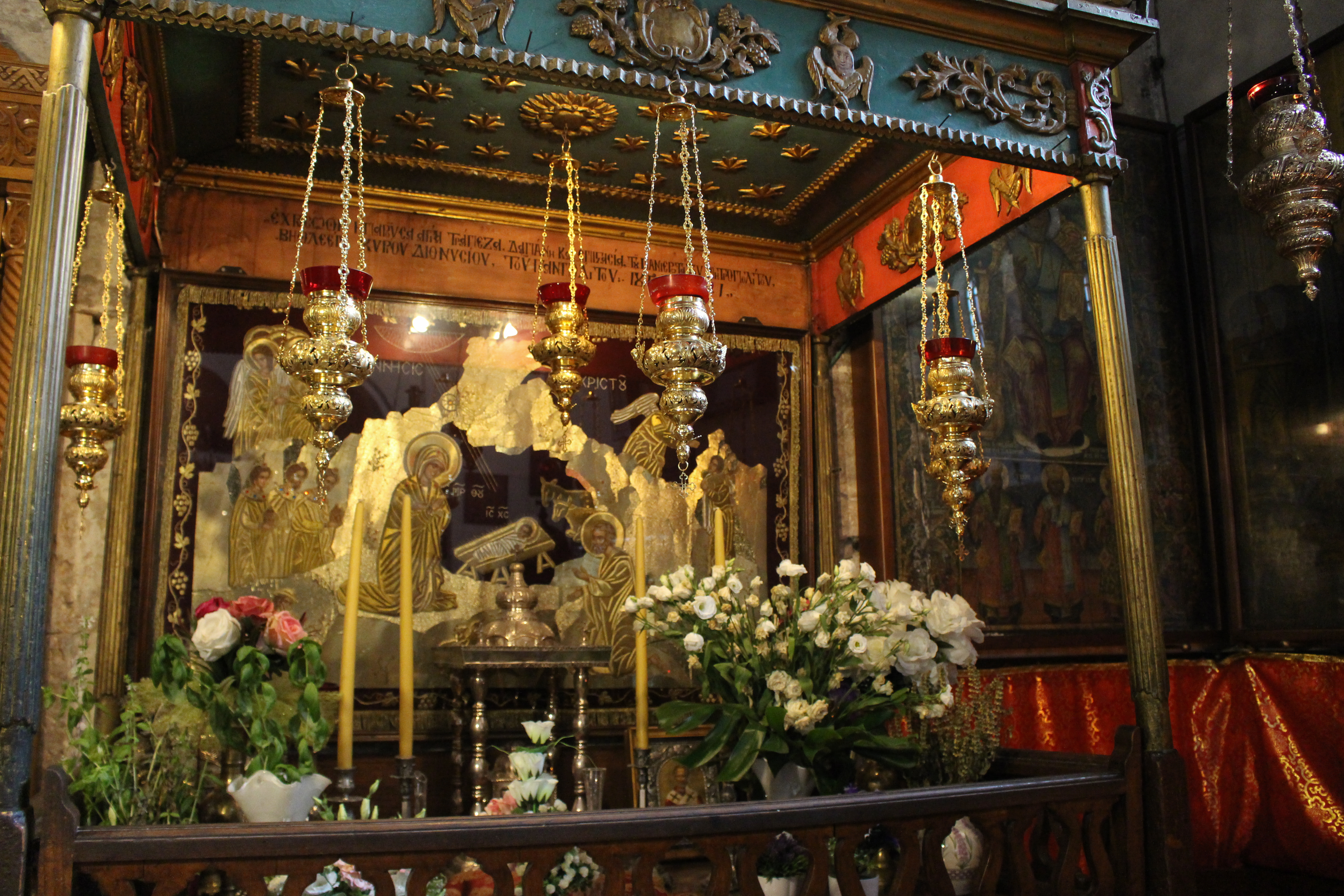